# Vanitas

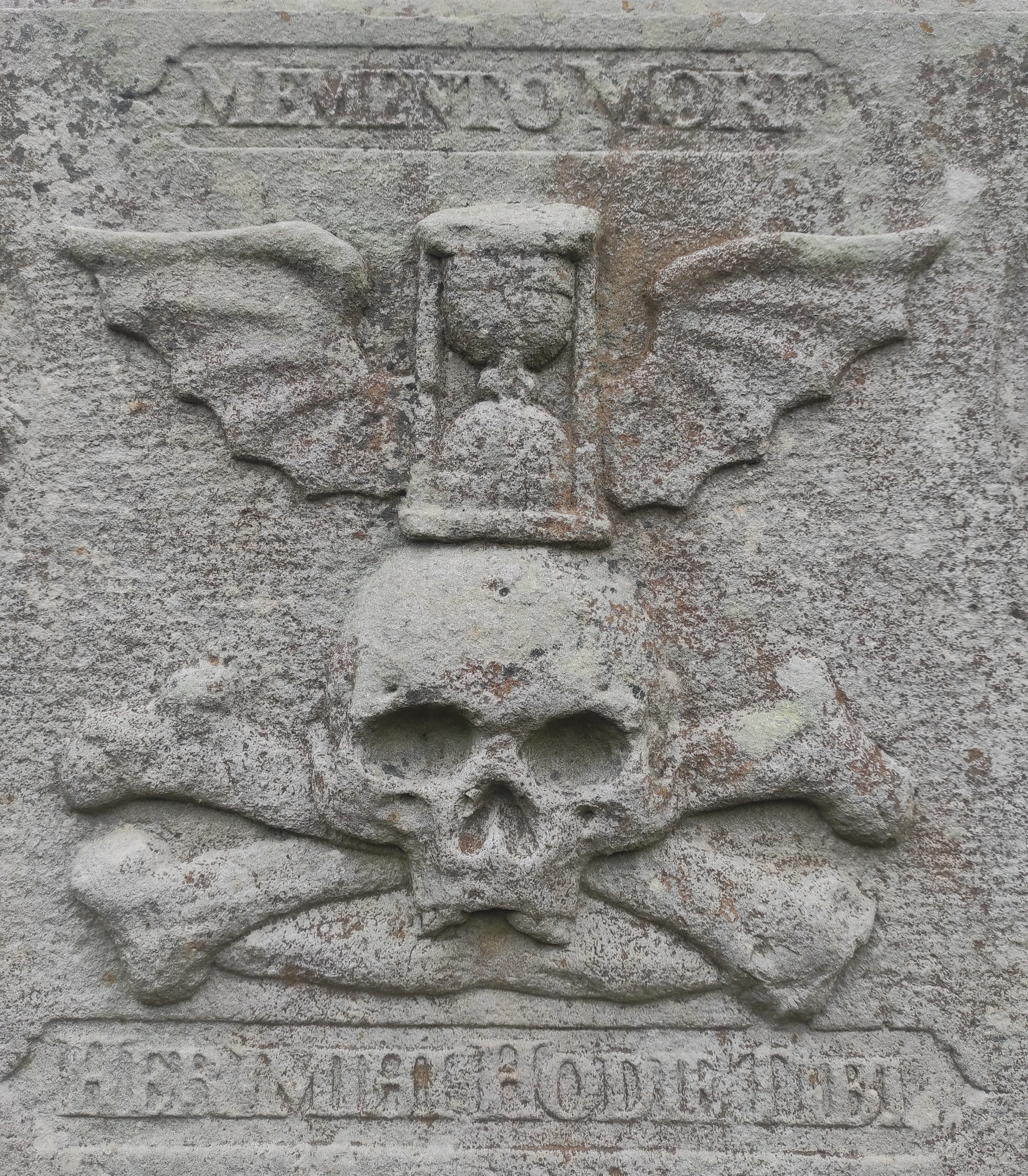
Barockes Epitaph von 1645 an der Dorfkirche in Nebel (Amrum) mit der Inschrift: memento mori
heri mihi hodie tibi
(„Gedenke der Sterblichkeit
Gestern mir, heute dir“)

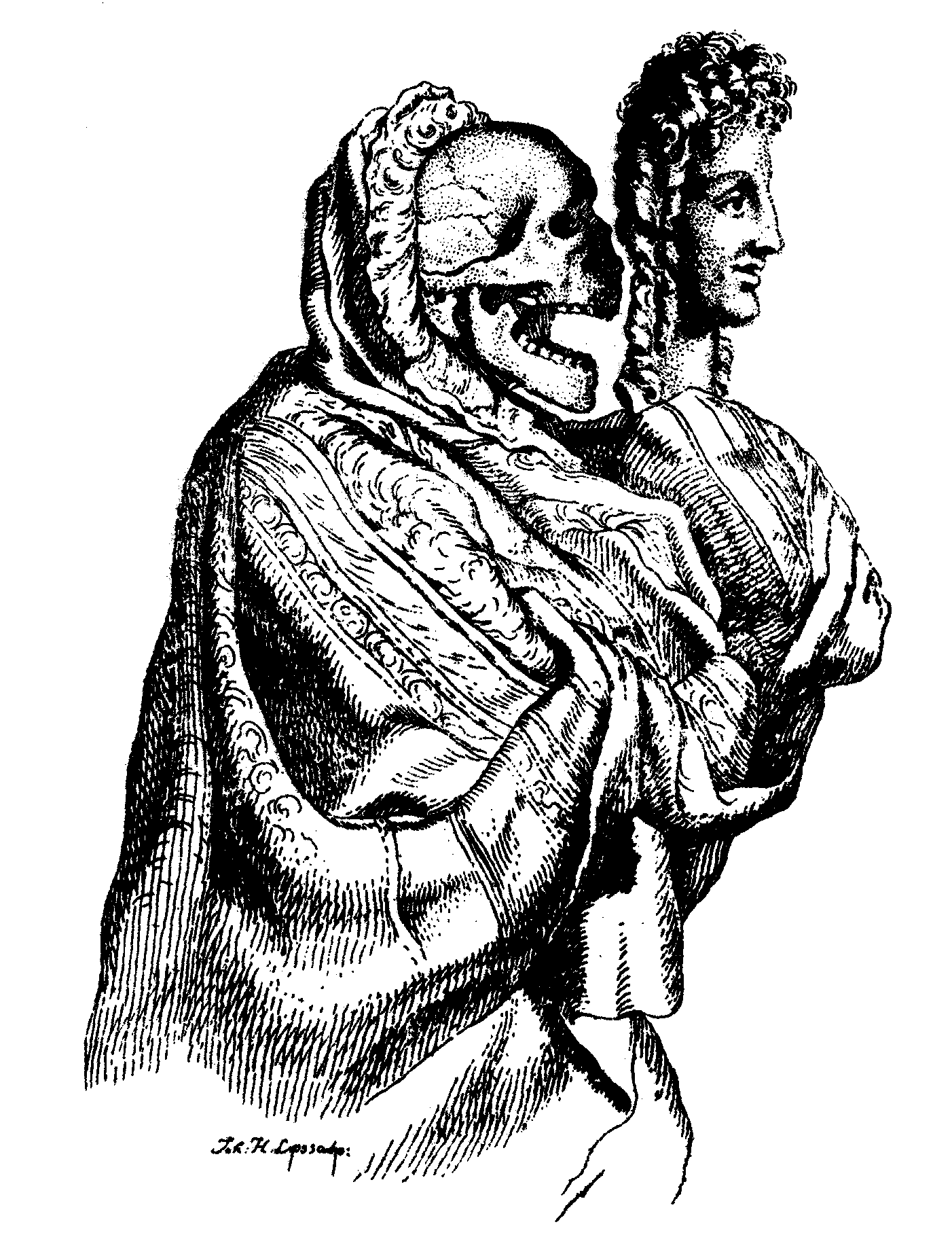
Vanitas-Motiv aus Johann Caspar Lavaters Physiognomischen Fragmenten (1775–1778): Hinter der Maske der Schönheit lauert der Tod.

Vanitas (lat. „leerer Schein, Nichtigkeit, Eitelkeit“; auch Prahlerei, Misserfolg oder Vergeblichkeit) ist ein Wort für die jüdisch-christliche Vorstellung von der Vergänglichkeit alles Irdischen, die im Buch Kohelet (Prediger Salomo) im Alten Testament ausgesprochen wird (Koh 1,2 ): „Es ist alles eitel.“ Diese Übersetzung Martin Luthers verwendet „eitel“ im ursprünglichen Sinne von „nichtig“.
Vanitas-Motive haben eine traditionelle Gemeinsamkeit, die über die Zeiten hinweg bestehen bleibt: Sie sollen zeigen, dass der Mensch keine Gewalt über das Leben hat. Aus der Perspektive der Vanitas-Rhetorik ist ein gottgewolltes Werden und Vergehen nichts Negatives. Es ist nicht das Vergängliche, das wertlos erscheinen soll, sondern die Versuche, es vorzuzeigen und festzuhalten. Vergänglichkeit wird erst dann zur Strafe, wenn sich die Behauptung von Formen oder Werten gegen diesen Wandel stellt. Daher kritisieren solche Behauptungen sich selbst, indem sie sich rechtfertigen, ihr Ungenügen deutlich machen oder vor sich warnen. Auf diese Weise erlauben sie sich zugleich, was sie verurteilen.
Am auffälligsten sind Bilder des Vergangenen und des Vergehenden wie Schädel oder Sanduhr, mit denen diese Bilder darauf hinweisen, dass sie nichts Lebendiges wiedergeben können. Auch Texte oder Musik machen das Vergangene und Vergehende zum Thema und stellen damit das eigene Bemühen in Frage, es festzuhalten. Im einfachsten Fall handelt es sich um eine Darstellung, die als offensichtliche Täuschung deutlich macht, dass sie ein Abwesendes präsentiert. Die Absenz in der Präsenz ist ein Paradoxon, das in der neuzeitlichen Kunstgeschichte und -theorie immer wieder aufgegriffen wird. Leblosigkeit der Darstellung und Fehlen des Dargestellten betonen sich wechselseitig und fordern die Vorstellungskraft des Betrachters heraus. Die ältere wissenschaftliche Literatur war eher auf bestimmte Phänomene wie Vanitas-Stillleben und Vanitasmotive in der barocken Dichtung eingegrenzt. Seit dem Ende des 20. Jahrhunderts betonen zahlreiche Ansätze und Ausstellungskonzepte die interdisziplinären und intermedialen Zusammenhänge in einem breiteren historischen Kontext.
Mit dem Aufstreben des Vanitas-Gedankens seit der Renaissance wird ein Konflikt zwischen Mittelalter und Moderne – der Zwiespalt zwischen menschlicher Demut und menschlichem Selbstbewusstsein – auf die Spitze getrieben. Er erreicht einen Höhepunkt in der Zeit des Barocks. Das Kunstwerk gesteht oder rechtfertigt seine eigene Eitelkeit. Vom späteren 18. Jahrhundert an gewinnt die Befreiung von der Demut die Oberhand: die Ansicht, dass Menschenwerk nicht eitel sein müsse. Seit etwa 1760 wird die Überwindung der Vanitas ins Zentrum einer bürgerlichen Hochkultur gerückt und ältere Vanitasmotive werden häufig einer geringer geschätzten Populärkultur zugerechnet.

## Antike

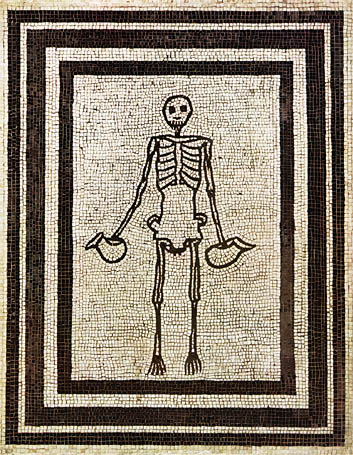
Mosaik aus Pompeji

Das ursprünglich hebräische Wort הֶבֶל häväl bedeutet „Windhauch“, in der lateinischen Bibel (Vulgata) wurde es mit vanitas übersetzt und wird oft in der wörtlich aus dem Hebräischen übertragenen etymologischen Figur vanitas vanitatum zitiert. Die Deutung ist umstritten. Im klassischen Latein ist die Vergänglichkeit noch kein hauptsächlicher Aspekt der Wortbedeutung von vanitas.
Klagen über die Vergänglichkeit in der Überzeugung, dass sie nicht aufzuhalten sei, sind schon in der Antike zu finden. Der Philosoph Platon interpretierte den Ausspruch panta rhei („Alles fließt.“ altgriechisch πάντα ῥεῖ), der Heraklit zugeschrieben wird, auf diese Weise. In seinem Dialog Phaidros kritisierte er die schriftliche Aufzeichnung und verglich sie mit der Malerei (womit er seine eigene Aufzeichnung von Sokrates’ mündlichen Lehren kritisierte). Die Klagelieder des Jeremias begründen eine Tradition, die bis in die Barockzeit reicht. Bereits der Stoizismus Senecas und Marc Aurels sowie die Wandmalereien in Pompeji wurden in Zusammenhang mit dem Vanitas-Gedanken gebracht.
Die Antike kennt jedoch die allgemeine Verurteilung des Stolzes noch nicht, die dann im Christentum üblich wird. Der Ausspruch Sic transit gloria mundi („So vergeht der Ruhm der Welt.“), mit dem die Päpste an ihre Vergänglichkeit erinnert werden, ist in der Antike noch nicht belegt. Und Hippokrates’ Ausspruch „Das Leben ist kurz, die Kunst lang.“ (altgriechisch Ὁ μὲν βίος βραχύς, ἡ δὲ τέχνη μακρά.) geht noch nicht davon aus, dass jede Kunst durch ihr Bestreben, etwas festzuhalten, ungehörig sei und sich mit der eigenen Nichtigkeit rechtfertigen müsse. In der römischen Satire etwa eines Juvenal werden Eitelkeiten der Welt bloßgestellt, aber es gibt noch kein suggestives Schwanken des Satirikers zwischen Selbsterniedrigung und Überheblichkeit.

## Mittelalter

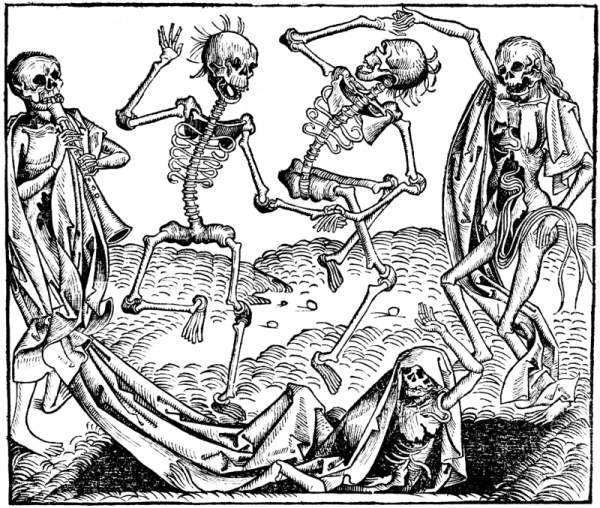
Gedruckter Totentanz (Holzschnitt) von Michael Wolgemut

Der Historiker Philippe Ariès hob hervor, dass auf spätrömischen heidnischen Grabsteinen mit einer Menge von Bildern und Texten versucht wird, sich am Vergänglichen festzuklammern. Die gleichzeitigen christlichen Grabsteine dagegen zeigen oft nur das Kreuz. Die Confessiones (um 400) des Augustinus von Hippo werden zum Vorbild für die christliche Abwendung von der antiken Welt. Wenn die Schrift ein Medium der Überlieferung bleiben soll, muss sie sich immerzu selbst rechtfertigen. Ein Kopist des Alexanderromans namens Ion erklärt etwa, dass er das Buch „kopiert habe, um es von den Leuten lesen zu lassen, damit sie verstehen, dass das Streben nach der weltlichen Macht eine vanitatum vanitas sei“.
In Gestalt von Schriften und Abbildern erscheint das Vergängliche dauerhaft und beherrschbar. Dies bleibt nach mittelalterlich-religiösem Verständnis jedoch Schein, weil sich das Wesentliche und Lebendige nicht festhalten lasse. Nach frühchristlichen Auffassungen aus dem Umfeld des Neuplatonismus (Tertullian, Origenes), die von der Scholastik vielfach bestätigt wurden, bleibt die Belebung ein göttliches Privileg, und Menschenwerk ist seelenlos. Eine Verbindung von Monotheismus und Bilderfeindlichkeit, wie sie in der jüdischen Religion vorgeprägt ist, zeigt sich auch in der christlichen und in der islamischen Welt stets von Neuem. Auf eine Blütezeit der Ikonen im Bereich der Ostkirchen folgten als Gegenbewegungen etwa der byzantinische Bilderstreit und das Bilderverbot im Islam. Auch islamische arabische Inschriften werden in Zusammenhang mit der Vanitas-Tradition gesehen.
Der Quem-quaeritis-Tropus im 10. Jahrhundert als Keimzelle der westlichen Theaterkultur ermöglicht eine Darstellung des Heilsgeschehens nur mit der Botschaft, dass nichts dargestellt werden könne: Die Auferstehung Christi wird gezeigt, indem bloß sein leeres Grab präsentiert wird. Sie ist ein spurloses Verschwinden, aber seine Gegenwart soll geglaubt werden. Nur das göttliche Wunder kann nach dieser Auffassung „Präsenz“ herstellen. Menschliche Präsentationen dagegen sind vorsätzliche Sinnestäuschung und daher verwerflich.
Die Nichtigkeit jeder menschlichen Darstellung ist ein Grundgedanke des christlichen Weltbilds, und gegen diese Vorstellung müssen sich mittelalterliche Darstellungen aller Art durchsetzen. Dies geschieht in der Regel durch das Eingeständnis der eigenen Nichtigkeit als läuternde und rechtfertigende Botschaft. Die scholastische Philosophie nimmt Aussagen ernst, die von sich behaupten, dass sie nichts Wahres enthalten (Lügner-Paradox). Hugo von St. Viktor veröffentlichte im 12. Jahrhundert mit seiner Schrift De vanitate mundi eine Art Theorie der Vanitas, die dem Lernen und dem Reisen kritisch gegenübersteht. Ein anonymer Traktat aus dem Kreis der Viktoriner unterscheidet drei Arten der Vanitas: die der Unbeständigkeit, der Neugierde und der Sterblichkeit.

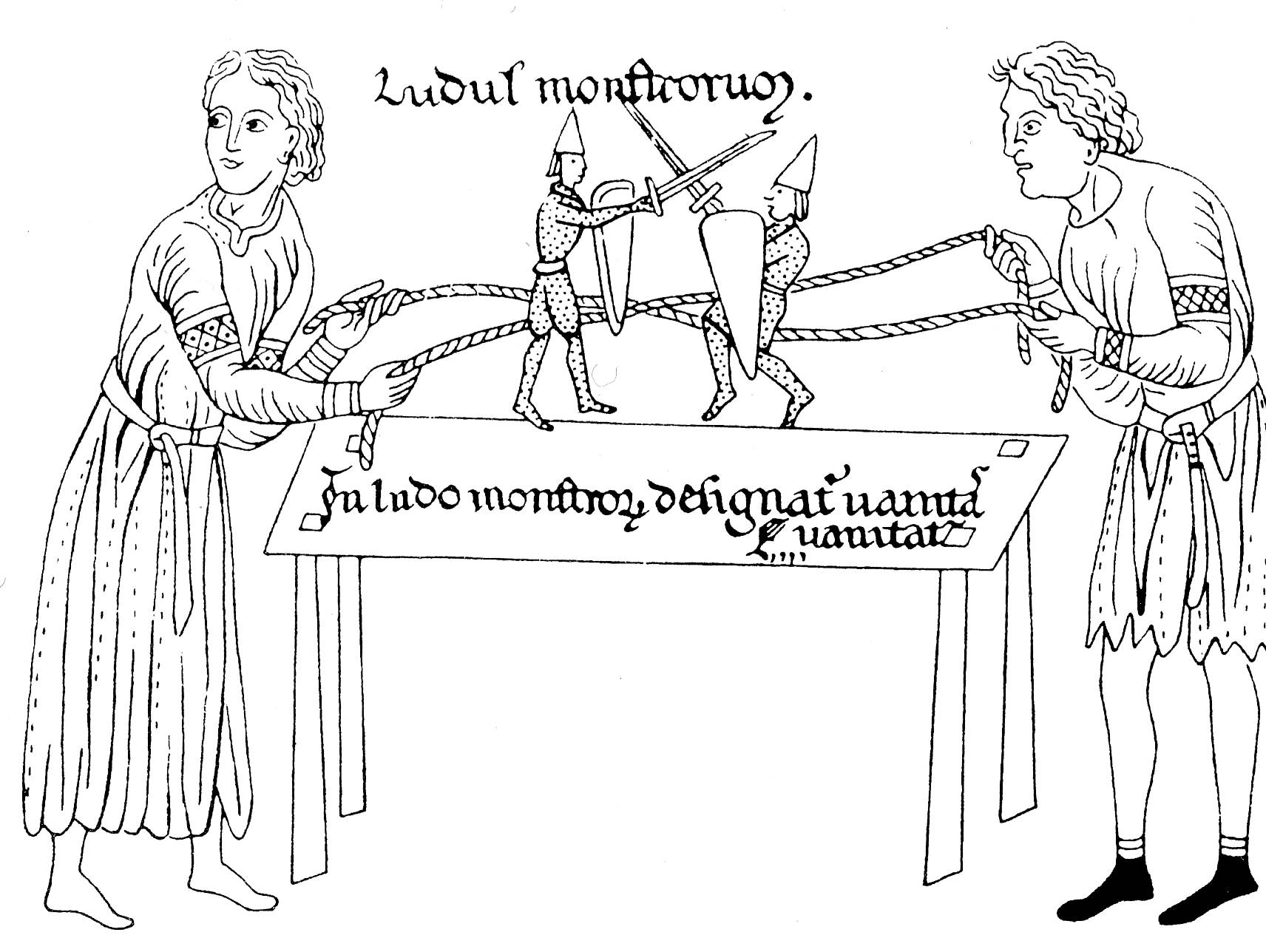
Puppenspiel aus dem Hortus Deliciarum

Jede Darstellung ist zum Scheitern verurteilt, weil sie leblos bleiben muss, und sie kann oder darf daher nur das Scheitern darstellen. Das gilt auch für die Sprache: „Von der gestrigen Rose bleibt nur der Name“, stellt Bernhard von Cluny um 1140 fest (dies wurde zum Titel von Umberto Ecos Roman Der Name der Rose). Die mittelalterliche Enzyklopädie Hortus Deliciarum aus dem 12. Jahrhundert ist voll warnender Todesdarstellungen. Eine Abbildung daraus stellt ein Puppenspiel dar, das mit den Worten „vanitas vanitatum“ kommentiert wird. Während die Darstellung lebendig wirkt, erklärt der Text die allegorische Bedeutung und bezeichnet das Puppenspiel als Spiel mit Monstern. Durch solche Warnungen legitimieren sich Darstellungen, die lebendig wirken, ohne lebendig zu sein.
Totentanz-Darstellungen seit dem Spätmittelalter rechtfertigen sich dadurch, dass sie nicht erfolgreicher sind als ihr Dargestelltes: Das Bild bleibt ebenso tot wie das dargestellte Gerippe. Es tanzt nicht, so wie das Gerippe nicht tanzen kann, und seine Betrachtung ist ein ebenso beziehungsloses Spiel wie der dargestellte Gesellschaftstanz. Das Dargestellte, die Darstellung sowie ihre Rezeption streben gleichermaßen etwas an, was nicht in ihren Möglichkeiten liegt. Auch die anonyme Verbreitung des Bildes durch den Buchdruck konnte sich auf diese Weise rechtfertigen. Ars moriendi-Schriften, die zahlreich gedruckt wurden, enthalten Bilder und Texte mit Symbolen der Vergänglichkeit.

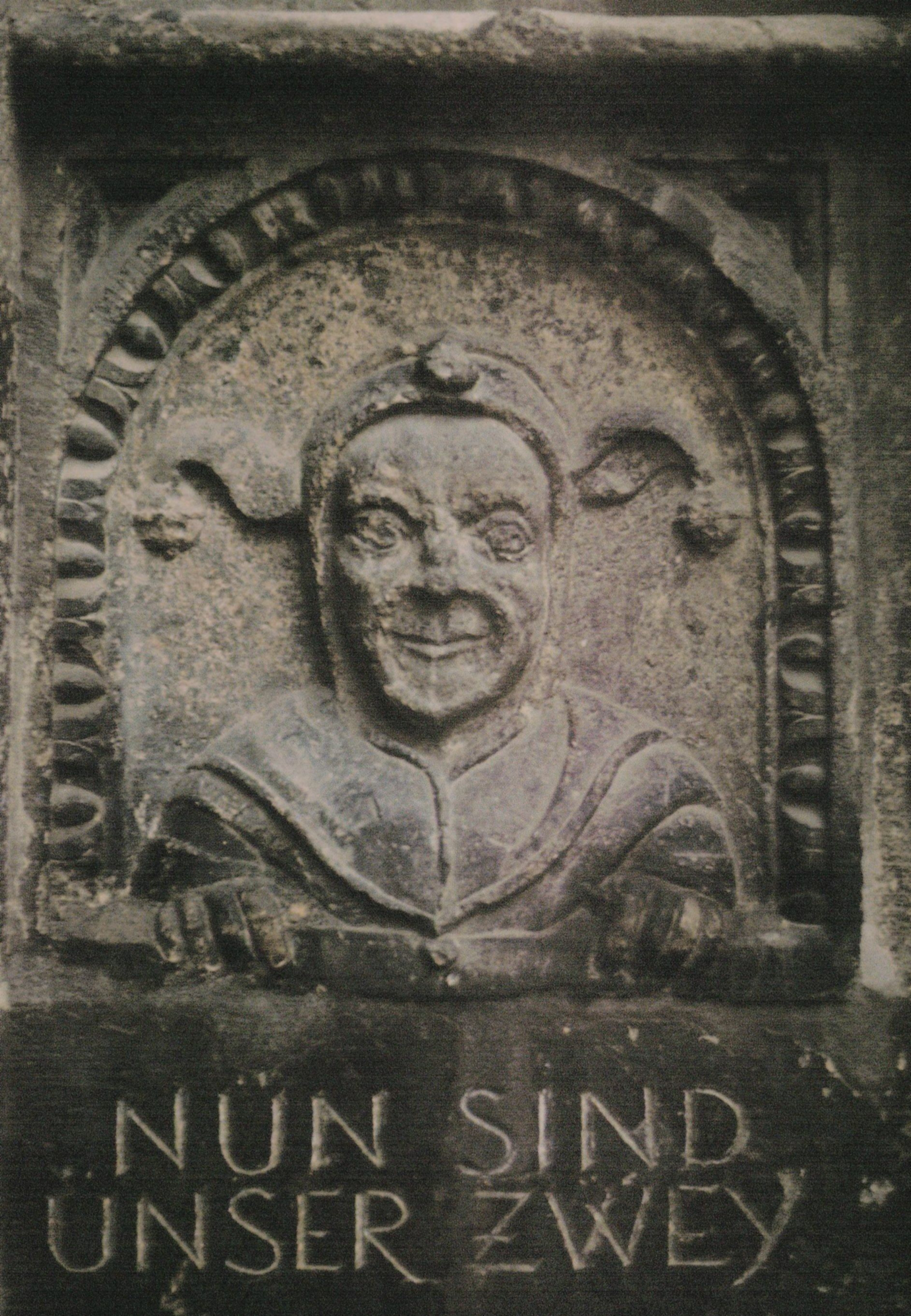
Kunst macht ihren Betrachter zum Narren. Spätmittelalterliches Relief am Rathaus Nördlingen.

Insbesondere Narren standen im Mittelalter für Vanitas. Hofnarren wie Chalamala im 14. Jahrhundert sollten ihren Herrscher an die Vergänglichkeit des menschlichen Eigensinns erinnern. Sie durften das Lächerliche und Ungehörige darstellen, weil sie selbst lächerlich und ungehörig waren. Narrenattribute wie Marotte oder Narrenspiegel waren Zeichen der Selbstbezüglichkeit und damit der Verwerflichkeit. Schrift oder Bild können weder die Stimme des Autors bewahren noch seine Rollen und Figuren beredt und lebendig machen. Es liegt die Versuchung nahe, diese Beispiele ‚gegen den Strich‘ zu deuten, also das konventionelle Geständnis der eigenen Unzulänglichkeit umgekehrt als eigenwillige Qualität oder „Autonomie“ eines Mediums zu verstehen: Mit dem literarischen Narrenmotiv scheinen eine „Polyperspektivität“ und eine „Aufhebung der Distanz zwischen den Ebenen des Erzählens und des Erzählten“ verbunden zu sein, statt mit diesen Übertreibungen zu bekräftigen, dass die Erzählung keine Perspektive enthalten und keine Distanz überbrücken könne.
Eine verbreitete Allegorie der Eitelkeit war die Frau Welt. Literarische Spiegel hielten der Welt ihre Nichtigkeit vor. Unter dem Motto der eigenen Vergänglichkeit stand die Zeit der Fastnacht, in der seit dem 15. Jahrhundert Tanz-, Musik- und Theaterveranstaltungen organisiert wurden.
Ein zentrales Vanitas-Symbol ist die Musik, die unmittelbar verklingt. Die spätmittelalterliche Marienklage drückt den unwiederbringlichen Verlust des irdischen Christus aus, und die singende Maria beziehungsweise ihre Interpretin werden ihm bald folgen. Das Verklingen des Gesangs war ein mahnendes Zeichen dafür. Daneben existieren weitere Klagen wie Planctus oder Complainte. – Eine ähnliche Botschaft vermittelte das Ubi-sunt-Motiv in der mittelalterlichen Dichtung. Die Anklage des Todes, wie sie durchaus üblich war, geschah im Bewusstsein ihrer eigenen Machtlosigkeit. Beim Lesen entstand der Eindruck, dass jemand erfolglos versucht hat, etwas mit Schrift festzuhalten.

## Renaissance

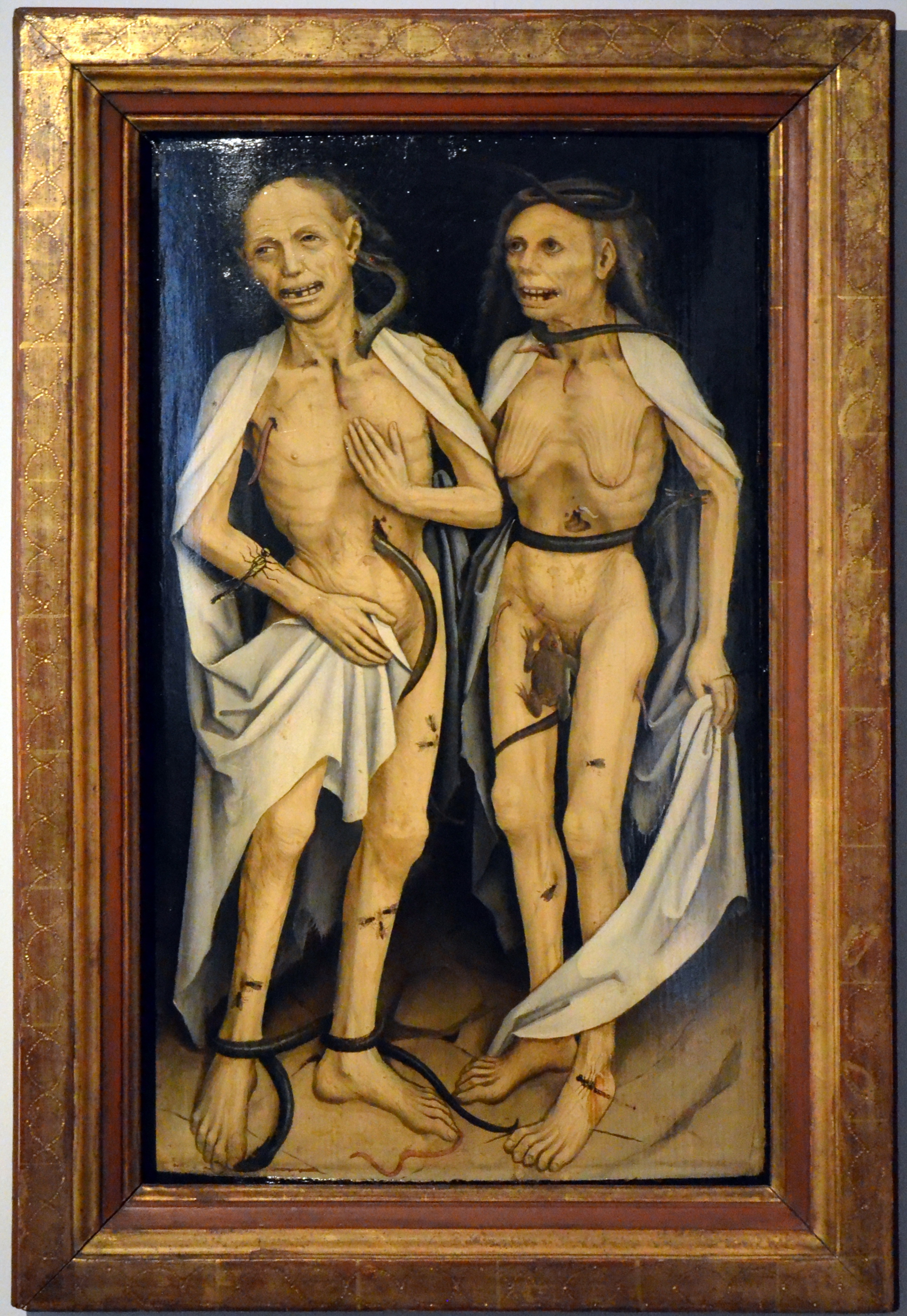
Verstorbenes Liebespaar, Gemälde eines unbekannten oberrheinischen Künstlers, um 1470 (Straßburg, Frauenhausmuseum)

Bereits im spätmittelalterlichen Roman zeigt sich eine „positive Negativität“, mit der die höfische Repräsentation vorsichtig aufgewertet wird. Im Bereich der religiösen Kunst glaubte der Soziologe Talcott Parsons eine „bedeutsame Verlagerung“ durch die Aufwertung der Marienbildnisse gegenüber den Kreuzigungs- und Märtyrerdarstellungen festzustellen. Francesco Petrarca lässt in seinen Trionfi (vor 1374) neben dem Tod und der Zeit auch die menschlichen Tugenden triumphieren. Gleichzeitig mit diesem Aufblühen der Künste und mit der Aufwertung der heidnischen Antike in der Renaissance entstand ein großer Rechtfertigungsbedarf für solche Bemühungen – mit stetigen Rückschlägen wie Savonarolas Kunstvernichtung im „Fegefeuer der Eitelkeiten“ 1497. Paracelsus verurteilte die Macht der menschlichen Imagination und machte sie für die Pest verantwortlich. Je größer die Öffentlichkeit eines Kunstwerks wird, desto mehr muss es sich durch seine warnende Botschaft verteidigen. So trägt der in mehreren Auflagen erschienene Totentanz von Guyot Marchant 1485 den Untertitel: Heilsamer Spiegel für alle Leute aller Stände. Albrecht Dürers Holzschnitt Die Apokalyptischen Reiter (1498) zeigt, wie der Mensch sich selbst seinen Untergang bereitet – eine Warnung, die dem Künstler erlaubt, sein Können zu entfalten. Der Garten der Lüste (1500) von Hieronymus Bosch zeigt bereits eine Ansammlung von Vanitas-Motiven, etwa Musikinstrumente, Bücher, Dokumente, Waffen und Rüstungen, wie sie späterhin üblich wird.
Satiren wie Sebastian Brants Narrenschiff (1494) oder Erasmus von Rotterdams Lob der Torheit (1511) verstanden sich in der Tradition des Narren, der die Narrheit der Welt enthüllt (und dabei vielleicht etwas Kluges sagt, ohne Anspruch darauf zu erheben). Michel Foucault sprach in diesem Zusammenhang von einem „Ersetzen des Todesthemas durch das des Wahnsinns“. Der Dichter Torquato Tasso versuchte in seinem Hauptwerk La Gerusalemme liberata (1574), Frömmigkeit und Künstlerstolz zu verbinden, und verzweifelte daran.
Für Joachim du Bellay (Le premier livre des antiquités de Rome, 1558) sind die Ruinen Roms zwar noch Zeichen für den gerechten Untergang dieser heidnischen Macht, aber die Warnung erlaubt es, permanent von ihnen zu sprechen. Vergänglichkeit wird als Strafe für diejenigen dargestellt, die sie nicht akzeptieren, und diese Warnung darf unvergänglich sein. Georg Rollenhagens Froschmeuseler-Epos (1595) wird rechtfertigend mit dem Vanitas-Motto versehen, weil der Text nach antikem Vorbild gestaltet sowie als „Wiedergebrauchstext“ angelegt ist.

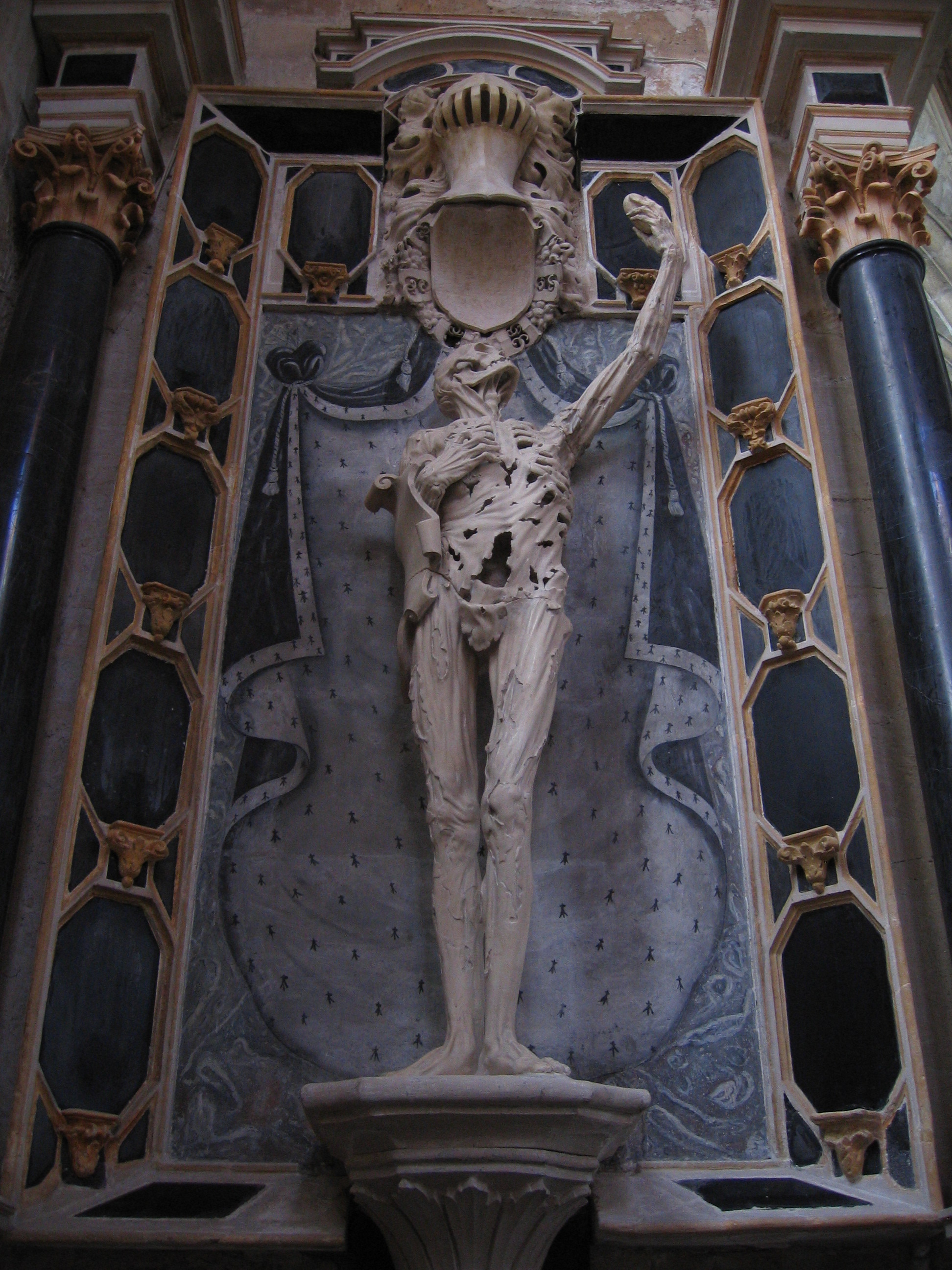
Le Transi von Ligier Richier

Im „hohe[n] Grad an Realismus“ von Verfallsdarstellungen seit dem 15. Jahrhundert zeigen sich Ansätze zu naturwissenschaftlicher Beobachtung, die sich mit der religiös erbaulichen Botschaft rechtfertigen konnte. Berühmt ist Ligier Richiers Skulptur Le Transi (1547) des lebendigen Leichnams von Renatus (Oranien-Nassau). In der Malerei des 16. Jahrhunderts war es üblich, auf der Rückseite (Verso) von Porträts mahnende Symbole der Vergänglichkeit abzubilden. Ein ähnliches Prinzip haben die Doppelfiguren, mit denen dieselbe Person einmal jung und einmal alt (oder als Skelett) dargestellt wird. Der Tod und das Mädchen wird jenseits der mahnenden Botschaft zu einem beliebten Vorwand für erotische Darstellungen.
Der reformatorische Bildersturm verschärfte den Rechtfertigungsbedarf für bildliche Darstellungen. Die Entwicklung der Ölmalerei war Bilderkritikern wie Hieronymus Emser ein Dorn im Auge. Die Zentralperspektive ermöglichte ihr täuschende Genauigkeit, was die Bühnenmalerei für Illusionen nutzte. Die Bilder der Protestanten, sofern es einen Bedarf dafür gab, mussten sich von der Kirche in die Privaträume verlagern.
Zeit wurde zunehmend messbar und im Zug der wirtschaftlichen Entwicklung auch zu einem Wertgegenstand. Parallel zum Illusionismus der Ölmalerei wurde die Zeitbeherrschung im Zusammenhang mit der Vergänglichkeit zu einem kontroversen Thema.

## Barock
Vanitas ist ein bedeutendes Motiv in Literatur, bildender Kunst, Theater und Musik des Barockzeitalters. Es ist der Höhepunkt einer kontinuierlichen Tradition. Schönheit und Verfall werden miteinander verbunden.

### Dichtung
Blaise Pascal bezieht in den Pensées (um 1657) die vanité auf den Geltungsdrang zur Zeit der Französischen Klassik, im deutschen Sprachgebiet fiel die Aufmerksamkeit eher auf die Zerstörungen des Dreißigjährigen Krieges. Diese Grundstimmung der Vanitas findet sich beispielsweise 1637 in einem Sonett des Andreas Gryphius, das tiefe Lebensresignation ausdrückt und in der Nachkriegszeit in Deutschland wieder oft zitiert wurde:
Du sihst / wohin du sihst, nur eitelkeit auff erden.

Was dieser heute bawt / reist jener morgen ein:

Wo itzund städte stehn / wird eine wiesen sein,

Auff der ein schäffers kind wird spilen mitt den heerden.

Was itzund prächtig blüht sol bald zutretten werden.

Was itzt so pocht vnd trotzt ist morgen asch und bein.

Nichts ist das ewig sey / kein ertz kein marmorstein.

Itzt lacht das Gluck vns an / bald donnern die beschwerden.

Der hohen thaten ruhm mus wie ein traum vergehn.

Sol denn das spiell der zeitt / der leichte mensch bestehn.

Ach! was ist alles dis was wir vor köstlich achten,

Als schlechte nichtikeitt / als schaten, staub vnd windt.

Als eine wiesen blum / die man nicht wiederfindt.

Noch wil was ewig ist kein einig mensch betrachten.

 – Andreas Gryphius: Es ist alles eitell. (1637)

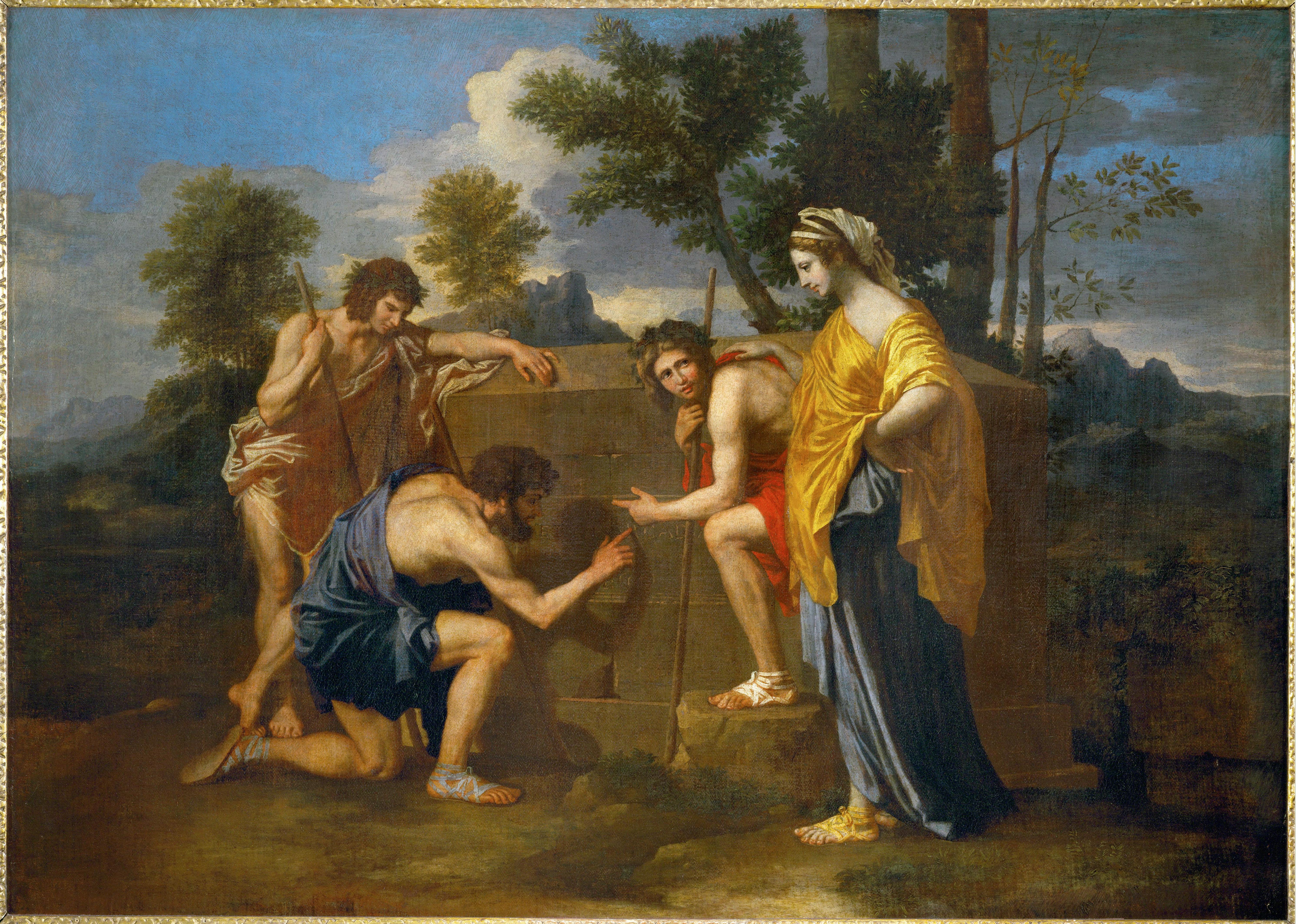
Lesen als Verstummen: Die arkadischen Hirten (2. Fassung, 1637/38) von Nicolas Poussin

Beliebte Sinnsprüche, die die Vergänglichkeit alles Irdischen ins Gedächtnis rufen sollten, waren Memento mori („Gedenke, dass du sterben musst“) und Carpe diem („Genieße den Tag“ oder „Nutze den Tag“, ein Zitat von Horaz). Ob dies eher zum Lebensgenuss ermuntern oder zum vernünftigen Gebrauch der verbleibenden Zeit ermahnen sollte, bleibt in der Schwebe. So wie im Ausspruch
„Wir waren, was ihr seid.“ aus der Legende Die drei Lebenden und die drei Toten richtet sich die lesende Person mit ihrer Ansprache an zukünftige Leser, die in derselben Situation, also in der Rolle eines Toten, sein werden. Der analoge, in der Antike nicht belegte Satz Et in Arcadia ego soll sich offenbar trotz des Wortes „Ich“ auf keinen bestimmten Autor oder Schreiber zurückführen lassen. Er befindet sich auf drei unterschiedlichen barocken Gemälden, die das erschrockene oder elegische Verstummen lesender Hirten zeigen und damit sowohl die Stummheit der Schrift als auch das Lesen des Bildbetrachters verdoppeln. Die Inschrift soll zu keinem Triumph der Vorstellungskraft führen, die sie als klingende Sprache vergegenwärtigen könnte, sondern im Gegenteil zum Eingeständnis des Unvermögens, denn die gemalten Hirten sind ebenso stumm wie die Schrift und vermitteln dem Betrachter die Vorahnung, dass er selbst einmal stumm sein wird.
In einer ähnlichen Mise-en-abyme-Struktur wie beim bildlichen Totentanz, wo sich das Tote im unbelebten Bild zu bewegen scheint, scheint hier das Tote in der unbelebten Schrift zu sprechen. Dies macht den Leser darauf aufmerksam, dass nur er es ist, der spricht. Mit dem Medium der Aufzeichnung wird gespielt, indem seine Stummheit und Leblosigkeit zum inhaltlichen Gesichtspunkt gemacht wird: Weil die Gedichte und Sinnsprüche schriftliche Botschaften sind, können sich die Personalpronomen „Ich“, „Du“, „Wir“ oder „Ihr“ wahlweise auf Schreiber oder Leser (beziehungsweise ihre Rollen) beziehen, was zu einer Konfrontation von Zeiten und Identitäten, von Augenblick und Dauer, von Leben und Tod oder von persönlicher Verbindlichkeit und Anonymität führt. Zwischen den Lesern werden Unterschiede betont (wie es Jacques Derrida unter dem Schlagwort Différance untersucht hat), statt im modernen Sinn davon auszugehen, dass Aufzeichnungen Brücken bauen, und eine Gemeinschaft von Autor und Publikum anzustreben. Die Gemeinsamkeit besteht hier lediglich im gemeinsamen Tod. Die Aufforderung „Wach auf mein Herz“ in Vanitas! Vanitatum Vanitas! (1643) von Andreas Gryphius ist zum Beispiel, auf den Schreiber bezogen, nur ein Zeichen der Nichtigkeit, weil seine Stimme heute weder klingt, noch sein Wunsch erfüllbar ist; auf den Leser bezogen, ist sie jedoch ein Appell zur Selbstbesinnung.
Vanitasmotive erlaubten es in der Neuzeit, die antike Tragödie mit christlichen Vorstellungen zu verbinden und dadurch ihre Erneuerung zu ermöglichen: Walter Benjamin betonte vor dem Zweiten Weltkrieg in seiner gescheiterten Habilitationsschrift, dass das barocke Trauerspiel im Unterschied zur griechischen Tragödie nicht den Mythos, sondern die Geschichte behandelt und als permanenten Verfall darstellt.

### Bildende und darstellende Kunst

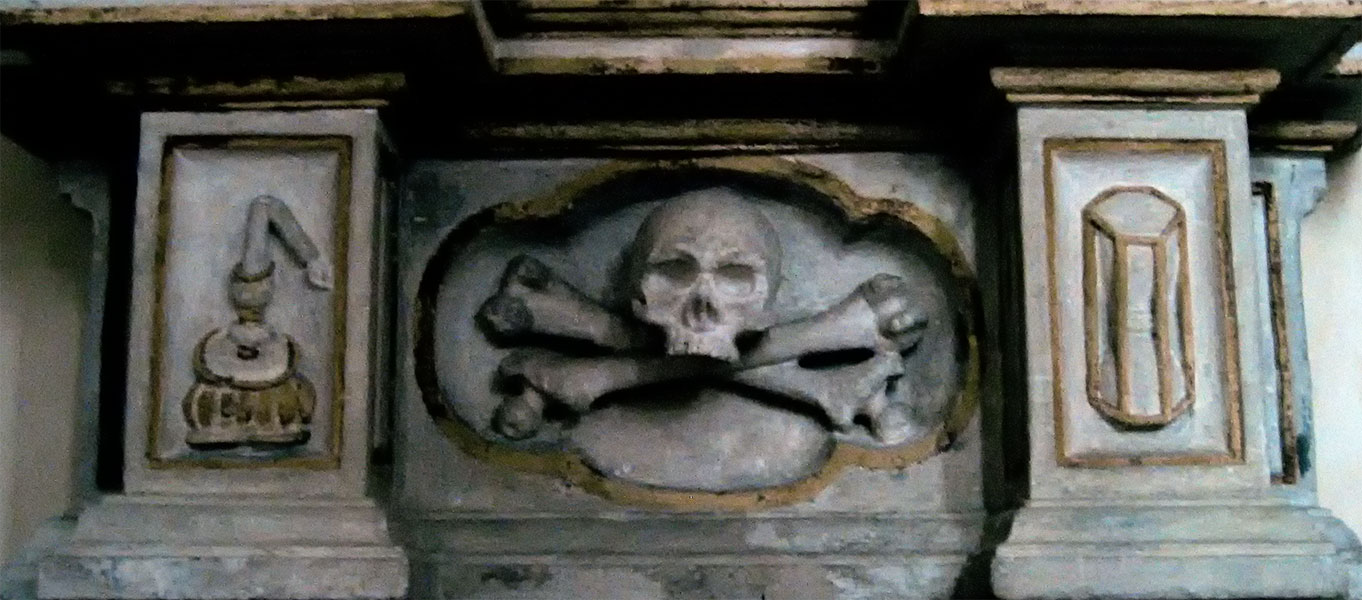
Vanitasmotive: erlöschende Kerze, Totenschädel und Sanduhr auf einem barocken Grabstein (Maria Trost in Fernitz)

Vanitas-Symbole sollen, meist in moralisierender Absicht, an die Vergänglichkeit des Lebens und der irdischen Güter erinnern. Auch das Entweichen des Lebendigen vor dem gewaltsamen Zugriff ist ihr Thema. Häufige Vanitas-Attribute in der bildenden Kunst sind der Totenschädel, die erlöschende Kerze, die Sanduhr und die verwelkte Blume. Im weiteren Sinn gehören auch Einsiedler- und Kasteiungsszenen (Hl. Hieronymus, Maria Magdalena) in diesen Zusammenhang: Sie wiederholen die Einsamkeit des Bildbetrachters und seine Verzweiflung über die Abwesenheit des Abgebildeten im Bild, oder nehmen sie vorweg. Damit bekommt diese Verzweiflung etwas Läuterndes.

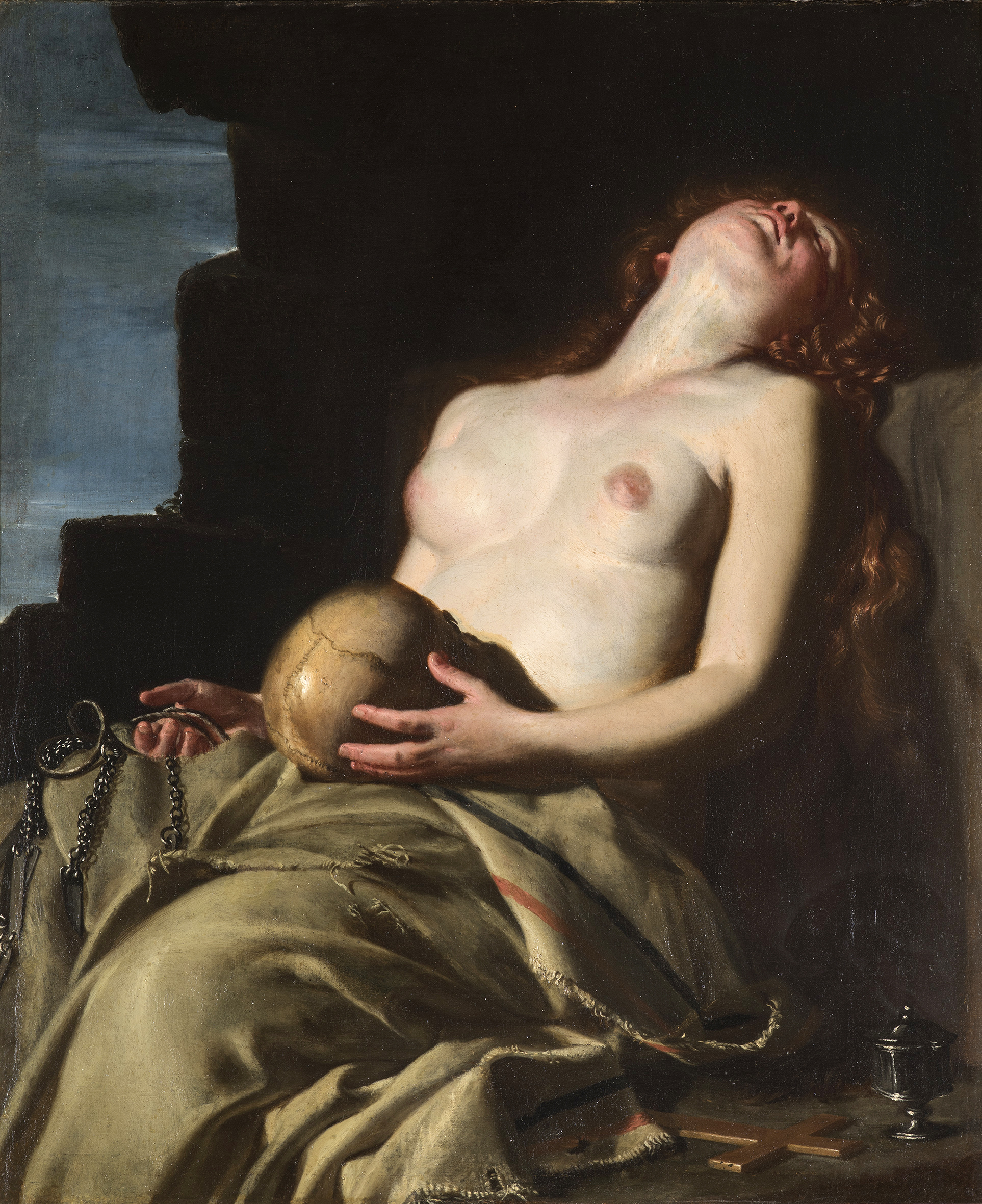
Aussichtsloses Begehren: Maria Magdalena (1663) von Guido Cagnacci

Als „große Neuerung“ in Kunstwerken des 17. Jahrhunderts mag erscheinen, dass „die Objekte das Subjekt vertrieben haben“. Umgekehrt wurde schon argumentiert, dass sie das moderne Subjekt erst erzeugen, indem sie ihm gegenüberstehen. Eine ältere Sichtweise wird durch diese Darstellungen jedenfalls ins Extrem gesteigert: Das Objekt kann das lebendige Gegenüber nicht ersetzen, weil es die Zuwendung des Betrachters oder Benutzers nicht erwidern kann. Es bleibt gleichgültig und macht ihm seine eigene Anonymität bewusst. In Gestalt einer fixierten Beobachterperspektive würde er die Stummheit und Beherrschbarkeit der Aufzeichnung noch auf sich selbst übertragen. Daher gehören zu den Vanitas-Symbolen auch Gegenstände, die eher als Zeichen der selbstzufriedenen und sinnvollen Betätigung oder der Geselligkeit gesehen werden wie Bücher, Sammelobjekte oder Spiele. Sie führen nach damaliger Auffassung zu Melancholie. Wettstreit und Rivalität, die sich an ihnen entzünden, wurden noch nicht unbedingt für fair gehalten. Der Betrachter ist in diese Symbolik stets einbezogen, denn er selbst ist vergänglich, während die betrachteten Objekte als verwaiste und wertlos gewordene Dinge übrig bleiben.

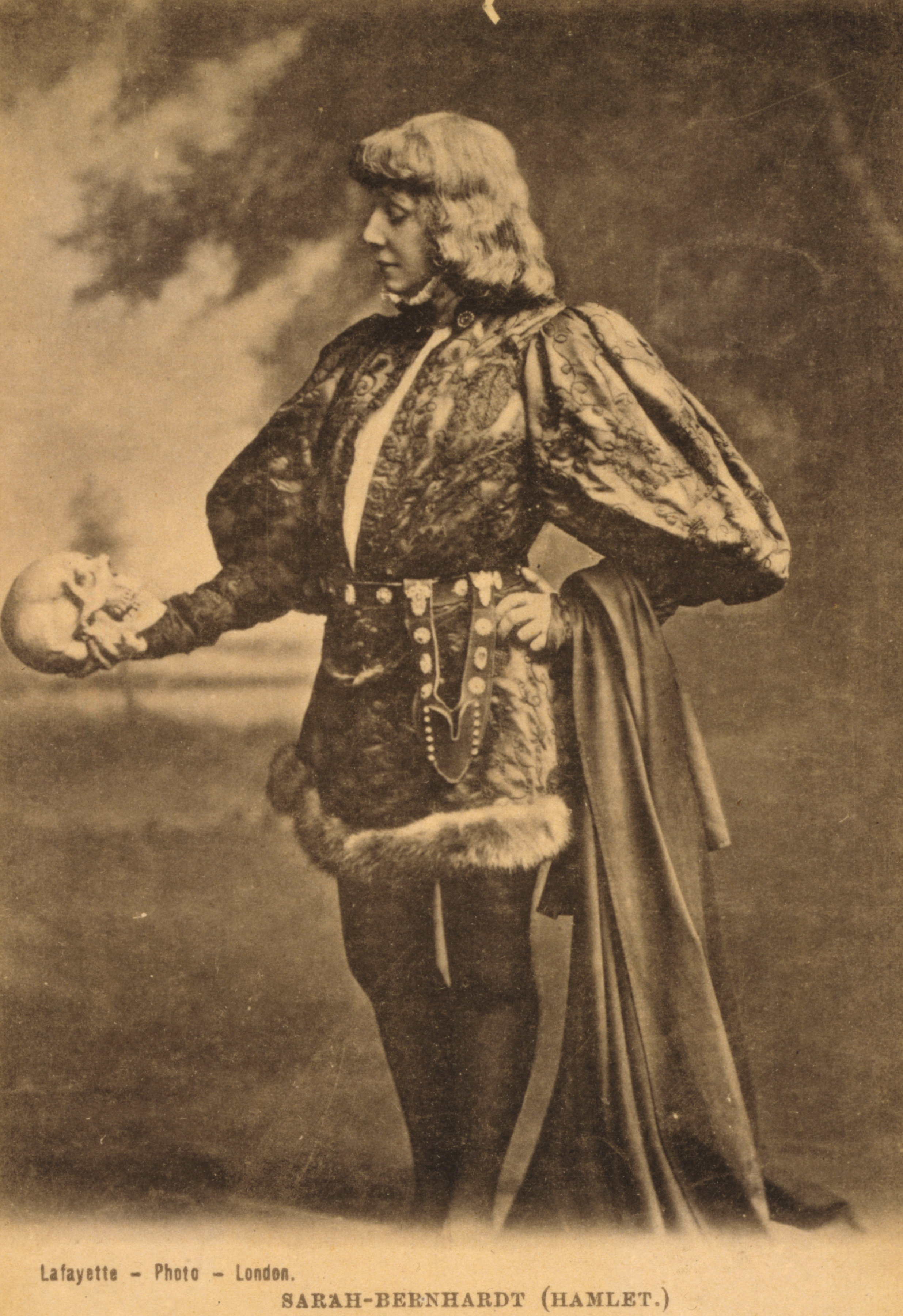
Sarah Bernhardt als Hamlet mit Yoricks Schädel (1899)

Wenn Hamlet in William Shakespeares gleichnamiger Tragödie (1602) den Schädel des Hofnarren Yorick anspricht (V. Akt, 1. Szene), führt dies nicht zum imaginären Zwiegespräch, sondern es bleibt bei der rhetorischen Figur der Apostrophe als Klage über die Abwesenheit des Toten. Der Schädel als Relikt wird von Hamlet nicht verehrt oder als Beweisstück behalten, sondern achtlos weggeworfen. Die Überführung des Mörders durch Hamlets Kunst am Ende dieses Dramas führt noch zu keiner Lösung in der Art einer Kriminalgeschichte.
In der darstellenden Kunst sind die hauptsächlichen Vanitas-Attribute Schatten, Echo und Spiegelbild, die in Opern und Balletten als flüchtiger Schein und mechanischer Ersatz eines Lebendigen thematisiert werden. In denselben Zusammenhang gehören Marionetten und Maschinen. Aufzeichnungen wie Bilder und Briefe dienen als Zeichen dafür, dass der Absender oder die Abgebildeten nicht da, vielleicht sogar unwiederbringlich verloren sind wie Verstorbene oder ungetreue Geliebte. Diese Situation ist oft Anlass für eine Arie, so wie das erhaltene Lamento aus Claudio Monteverdis verschollener Oper L’Arianna (1608). In der Oper L’Orfeo (1607) scheitert der Sänger mit seiner Kunst und muss vom Gott Apollon gerettet werden. Die Magdalenenklage vermittelt zwischen geistlicher und weltlicher Musik, und in ihrem auskomponierten Schmerz äußert sich bereits ein musikalischer Ausdruck im modernen Sinn. Die Anonymität aller Kunst wird in Il combattimento di Tancredi e Clorinda (1624) mahnend herausgestellt, in dem sich Liebende durch musikalisch imitierte Kriegskunst gegenseitig zerstören. Techniken und ‚schöne Künste‘ waren im Sprachgebrauch der Zeit noch nicht getrennt.
Das ‚Spiel im Spiel‘ im Barocktheater wird verstanden als Schein im Schein, wie etwa in Pedro Calderón de la Barcas Das Leben ist ein Traum (1635). In der bloß erdachten und gespielten Handlung kommt eine lediglich geträumte Handlung vor. Die Heuchelei des Darstellers von Molières Tartuffe (unter der Voraussetzung, dass jede Darstellung Lüge ist) rechtfertigt sich dadurch, dass er die Heuchelei der dargestellten Figur entlarvt. Die doppelte Heuchelei hebt sich gewissermaßen auf, denn sie warnt so vor sich selbst. Das literarische Motiv des betrogenen Betrügers beruht auf dieser Konstruktion. Dem entspricht die ‚Abbildung in der Abbildung‘ als Grundfigur von Vanitas-Darstellungen. Das Vorgetäuschte führt eine Täuschung vor. Dieses Verfahren wird auch Mise en abyme genannt.

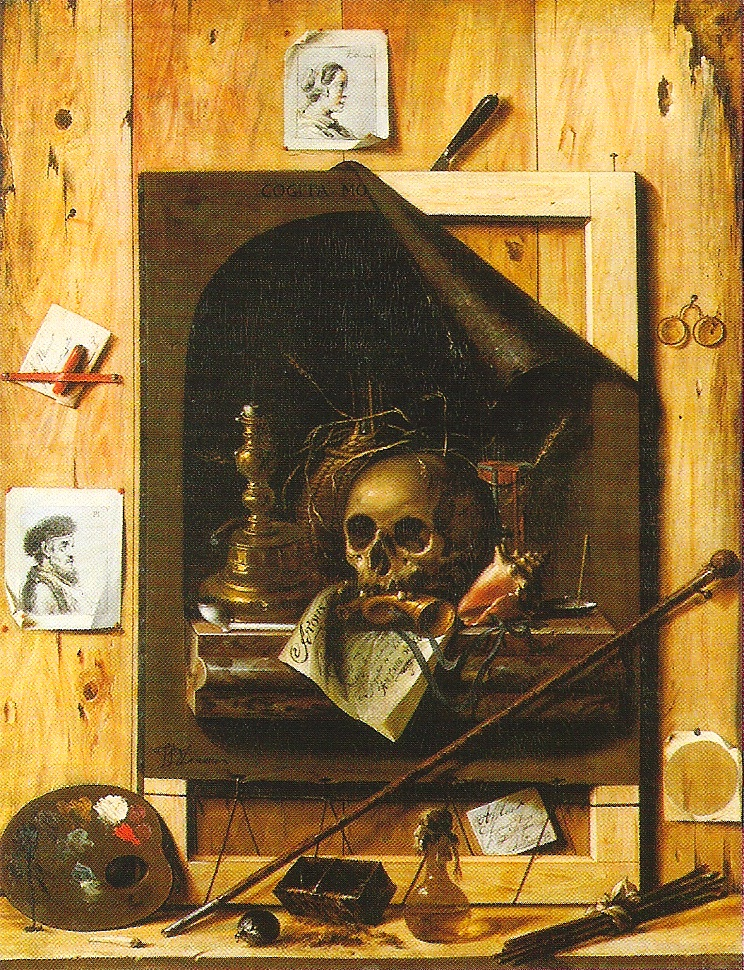
Jean François de Le Motte, Trompe-l’œil: Vanité (17. Jahrhundert)

In der niederländischen Malerei des 17. Jahrhunderts im Einflussgebiet der Universität Leiden entstanden kunstreiche und vorbildliche Vanitas-Darstellungen. Vor dem Hintergrund grassierender Pestseuchen, nicht enden wollender Gräuel der Religionskriege und bombastischer Pracht- und Machtentfaltung im goldenen Zeitalter wird dies als eine zeitkritische Haltung verständlich. Daneben gab es auch katholische Zentren der Vanitas-Malerei wie Paris und die oberitalienischen Städte. Meist steht das Motiv der Vanitas in Verbindung mit einem Appell zur Hinwendung an Gott und den christlichen Glauben. Zugleich erzielten solche Kunstobjekte aber auch hohe Preise. Der Kult um irdische Werte, der mit ihnen getrieben wurde, konnte sich durch ihre warnende Botschaft rechtfertigen.
Sehr beliebt waren Vanitas-Stillleben, die den Augenreiz eines perfekt gemalten Arrangements scheinbar beliebiger Gegenstände mit einem Geflecht von Symbolen verbanden, die um den Begriff der Vanitas kreisen. Anonyme Relikte des menschlichen Mutwillens stehen dabei dem unbeherrschbaren, gottgegebenen Leben gegenüber. Die Symbole dafür waren den zeitgenössischen Betrachtern geläufig.

Hans Holbein der Jüngere: Die Gesandten

Eine wichtige Rolle bei bildnerischen Vanitas-Motiven spielt das Paradoxon, dass das Vergängliche darin dauerhaft festgehalten ist, dass es zum Greifen nah scheint, aber trotzdem unwirklich bleibt (Trompe-l’œil). Das lebendig Wirkende ist tot, der Glanz des Goldes ist Schein, das Plastische ist flach, das offensichtlich Duftende oder Stinkende riecht nicht, das Klingende klingt nicht, Kerze oder Lampe geben dem Bildbetrachter kein Licht, der wache Blick von Abgebildeten ist blind. Die Gattung des Stilllebens stellt ein grundlegendes Manko des Bildes, nämlich seine Stummheit und Leblosigkeit, vielfältig dar. Kombiniert wird dies alles in Darstellungen der fünf Sinne, um vor Sinnlichkeit zu warnen, die als Täuschung verstanden wird. Wenn Leichen oder Kadaver abgebildet werden, verdoppelt sich die Unfähigkeit des Bildes zur Wiedergabe des Lebendigen im Abgebildeten. Die Anamorphose im Gemälde Die Gesandten von Hans Holbein macht darauf aufmerksam, dass das zweidimensionale Bild bei aller Kunst nur verzerrt darstellen kann. Die Wachsfiguren von Gaetano Zumbo ergänzen die dritte Dimension; dieser gesteigerte Realismus verstärkt jedoch auch die Warnung vor Krankheit und Verfall. Die Zeitlichkeit des Verfalls ist eben das, was sie nicht darstellen können. Heute kann ein Film auch die Zeitlichkeit festhalten und gerade damit auf seine Leblosigkeit hinweisen.
Charakteristisch für Vanitas-Darstellungen sind rhetorische Verdoppelungen (Pleonasmus) wie das Tote im toten Bild, das Stumme im stummen Bild, das Unbewegliche im unbeweglichen Bild, das Blinde im blinden Bild, das Verständnislose im verständnislosen Bild, das Fragment im fragmentarischen Bild. Die Nichtigkeit enthält sich selbst. Die hilflose Wiederholung ist selbst ein Vanitasmotiv. Dies soll den Betrachter vor der Illusion warnen und auf sich selbst zurückwerfen. Trotzdem wird die Illusion möglichst perfekt gemacht. Der Kunsthistoriker Ernst Gombrich bemerkte dazu: „Je raffinierter die Illusion, desto eindringlicher die Moral vom Gegensatz zwischen Schein und Sein.“ Die Warnung ‚es fehlt das Lebendige‘ rechtfertigt den Genuss. Aus diesem Gegensatz erklärt sich die barocke Antithetik.

### Vanitas-Symbole
Die folgende Aufzählung lehnt sich an Ingvar Bergströms Dreigliederung in „Symbole der irdischen Existenz“, „Symbole des Todes und der Vergänglichkeit“ und „Symbole der Auferstehung vom Tode und der Überwindung des Todes“ an, wobei sie die Todessymbole an den Anfang stellt.

#### Leere Formen

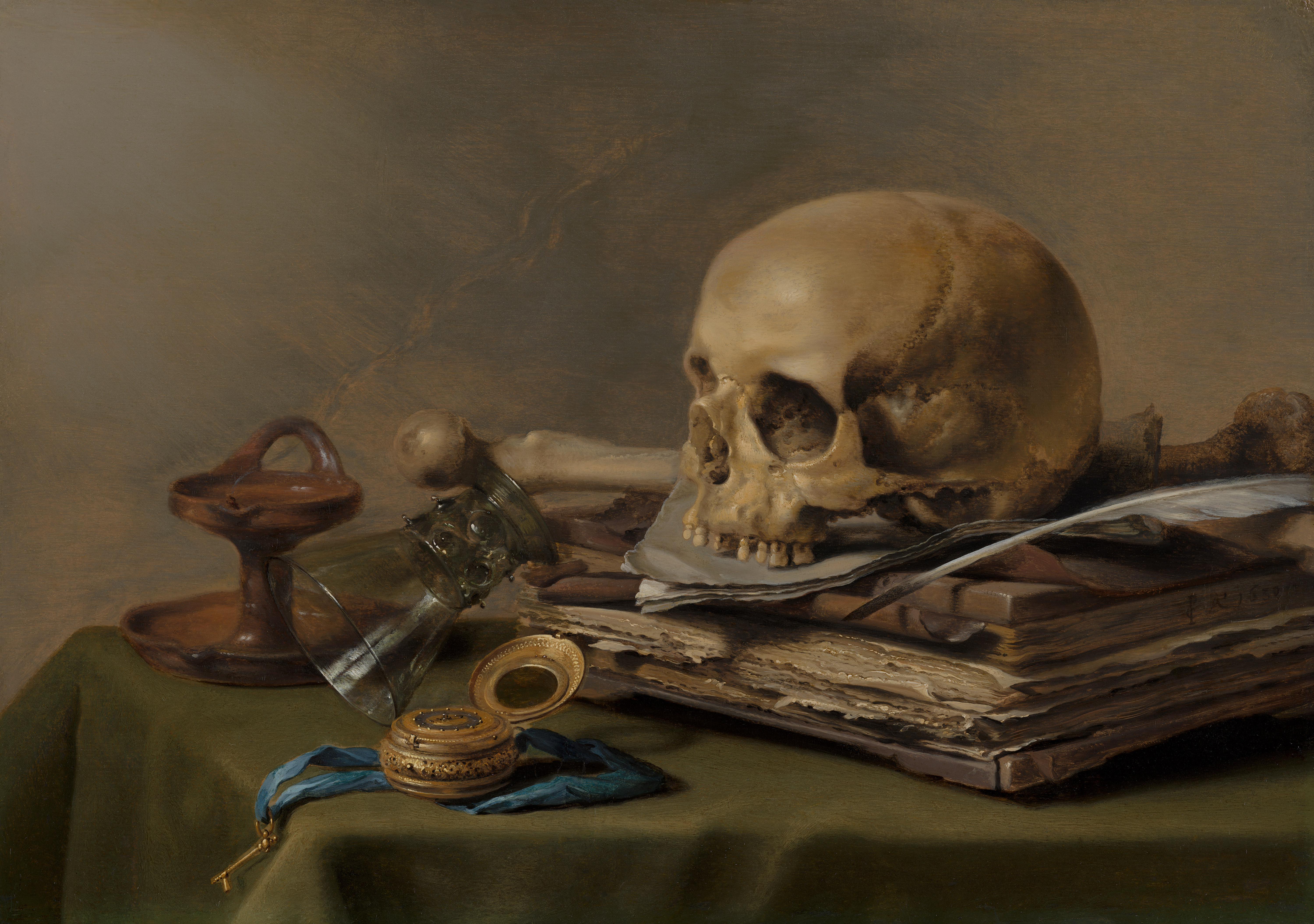
Stillleben von Pieter Claesz

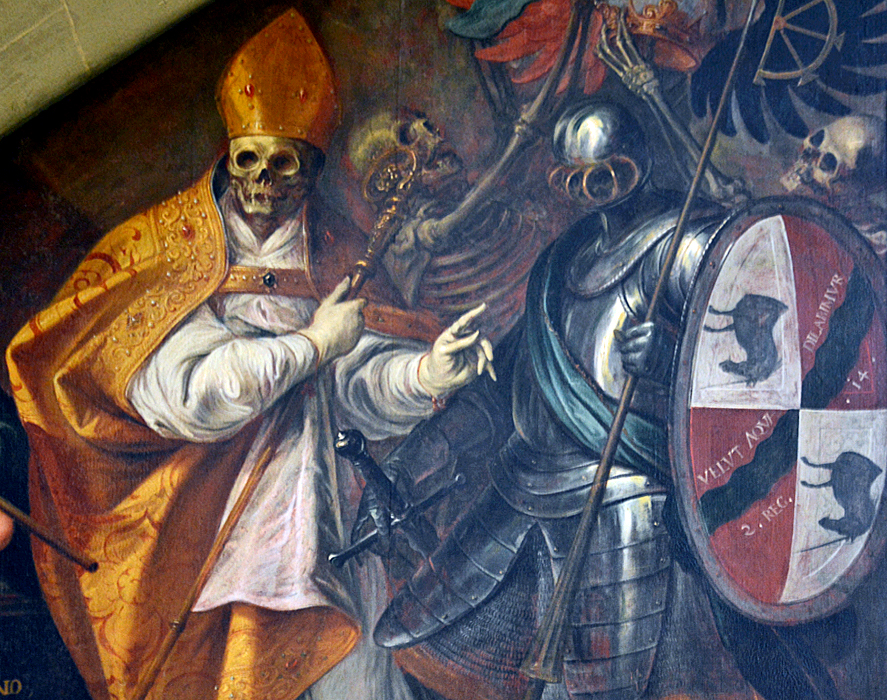
Vanitas-Darstellung im Konstanzer Münster

Das Bild selbst ist „leer“ ohne den Blick des Betrachters. Diese Eigenschaft wiederholt sich in Gestalt von leeren Formen innerhalb des Bildes.
SchädelSo wie das Bild nur noch eine Form des einst Lebendigen darstellt, ist der Schädel nur noch eine Form des lebendigen Kopfs. Als Vanitasmotiv betont er die Leblosigkeit der Objekte, die ihn umgeben oder abbilden. Der Betrachter soll den Totenschädel als sein Spiegelbild wahrnehmen.
MaskenDie Maske ist ein Zeichen für die Abwesenheit des Maskenträgers, ebenso wie das Bild nicht das Abgebildete enthält. Außerdem steht sie für Karneval, festliches Vergnügen, verantwortungslose Anonymität.
SpiegelSpiegel zeigen ebenso wie Schatten nur eine äußerliche Form des Gespiegelten. Sie sind zudem ein Symbol der Eitelkeit.
Leeres GlasEin leeres Glas, oft einem vollen gegenübergestellt, symbolisiert den Tod. Auch die Brille ohne Brillenträger hat eine ähnliche Bedeutung.
SchneckengehäuseLeere Schneckengehäuse oder Perlboote (siehe Nautiluspokal) sind Überbleibsel einst lebendiger Tiere. Sie stehen deshalb für Tod und Vergänglichkeit, ebenso die Muschelschalen. Schnecken sind als kriechende Tiere darüber hinaus eine Verkörperung der Todsünde der Trägheit. Die meisten Landschnecken sind als Zwitterwesen zudem Symbol der Wollust, einer weiteren Todsünde.
MachtinsignienKronen – auch die Tiara, Lorbeerkränze oder Turbane –, Zepter, Harnische, Helme, Amtsketten usw. sind Zeichen für die vergängliche irdische Weltordnung, der die himmlische Weltordnung als ewige Institution gegenübersteht. Ähnlich wie Masken symbolisieren sie die Abwesenheit der dekorierten oder gekrönten Persönlichkeiten. Schlüssel stehen zum Beispiel für die Macht der Hausfrau, die Vorräte und Güter verwaltet. Diese sind materieller Natur und vergänglich wie die Hausfrau selbst.
RuinenRuinen oder künstliche Ruinen und verlassene Räume zeigen die Vergänglichkeit ihrer Bewohner. Pflanzenbewuchs oder Spinnweben betonen Vernachlässigung oder Verfall.
FragmenteFragmente sind von einem Zusammenhang abgetrennt, so wie das Bild insgesamt durch die Begrenzung seines Rahmens. Dem Betrachter steht es frei, entweder das Fehlen wahrzunehmen oder das Fehlende durch seine Imagination zu ergänzen.

#### Luxusgüter

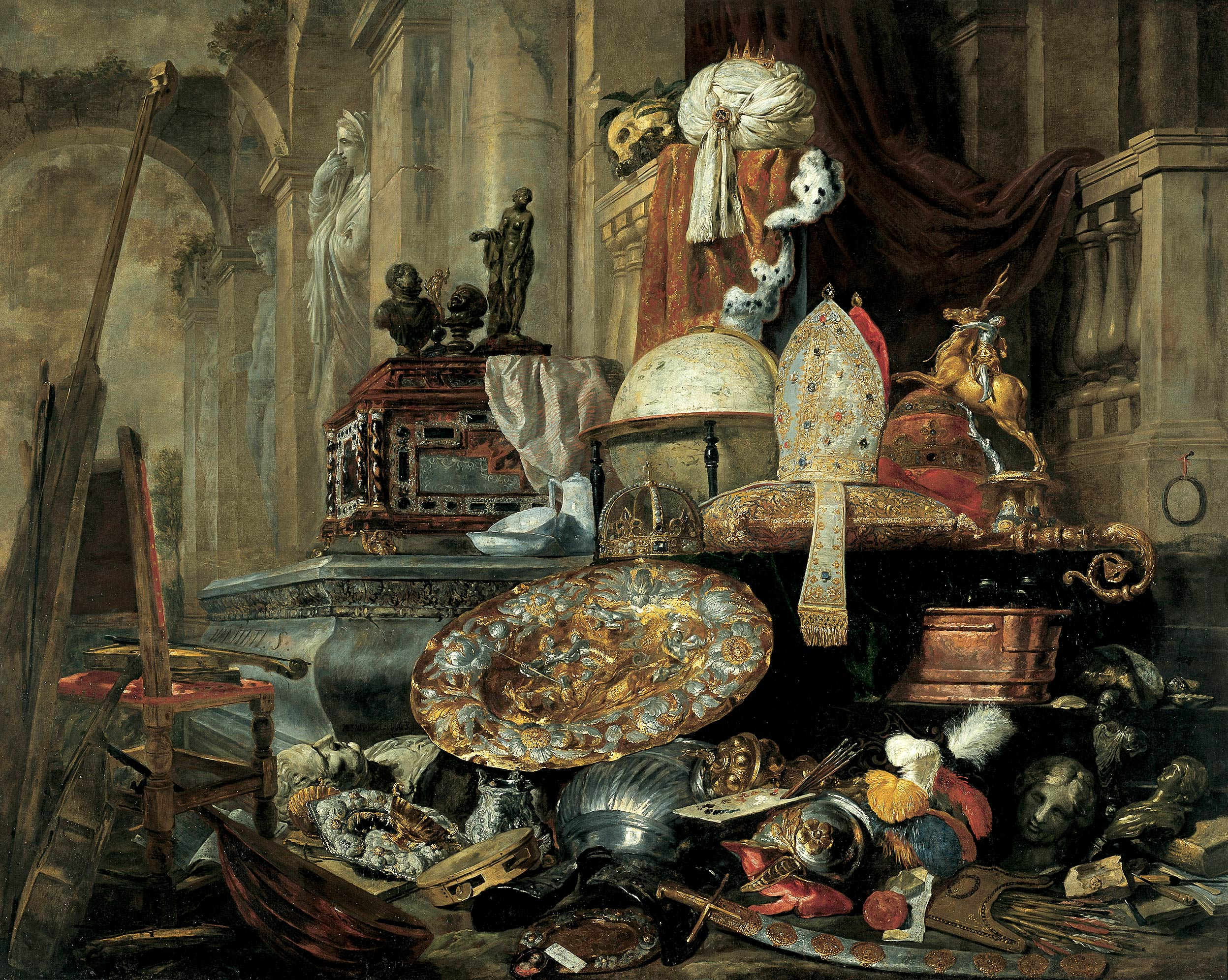
Stillleben von Pieter Boel

Ein populäres und ambivalentes Symbol sind Luxusgüter aller Art. Im Verständnis der calvinistisch geprägten Niederländer des Barock ist Luxus die wohlverdiente Belohnung des Rechtschaffenen und Frommen. Er ist ein äußeres Zeichen für das Auserwähltsein und für Gottes Segen. Der Reichtum des Frommen ist zugleich eine Verpflichtung zu vorbildlichem und tugendhaftem Lebenswandel im Bewusstsein des Vergänglichen und Äußerlichen. Der gedankenlose Genuss von Luxus und das maßlose Streben nach Reichtum sind sündhaft und müssen zum Verlust der Güter führen.
Mit Hilfe der Vanitas-Symbolik konnte Reichtum stolz vorgezeigt und zugleich als etwas Vergängliches und Nichtiges heruntergespielt werden. Kostbare Schalen, Glaskelche, getriebene Metallbecher, aber auch Geld, Schmuck oder exotische Lebensmittel wie Zitrusfrüchte stehen für Luxus, für das menschliche Streben nach materiellen Reichtümern.
SchmuckSchmuck und Kosmetik stehen für Schönheit, weibliche Anziehungskraft, aber auch für die Vergänglichkeit, Eitelkeit, Selbstverliebtheit ihrer Träger und die Todsünde der Hoffart. Ebenso thematisieren sie die Abwesenheit der Geschmückten.
DoseKostbar verzierte Dosen vertreten das ‚weibliche‘ Prinzip der Sexualität. Über den gedanklichen Umweg ‚Frau = Evastochter‘ ist die Dose indirekt ein Symbol für den Sündenfall.
UhrenUhren stehen für die Zeit, insbesondere für die Lebenszeit und damit für die Sterblichkeit. Es müssen keine Sanduhren sein; mechanische Taschenuhren vermitteln die gleiche Botschaft. Doch sie stehen als Luxusgüter auch für Wohlstand und die irdischen Güter.

#### Pflanzen

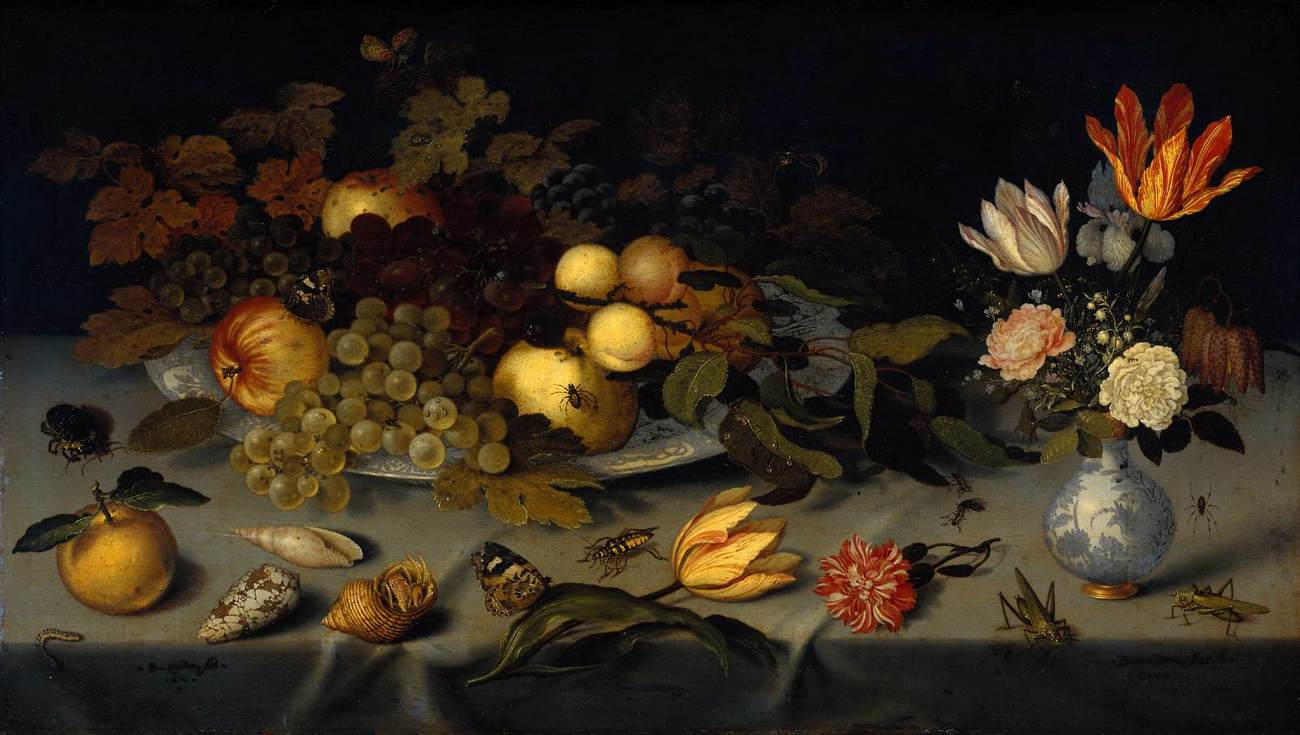
Stillleben von Balthasar van der Ast

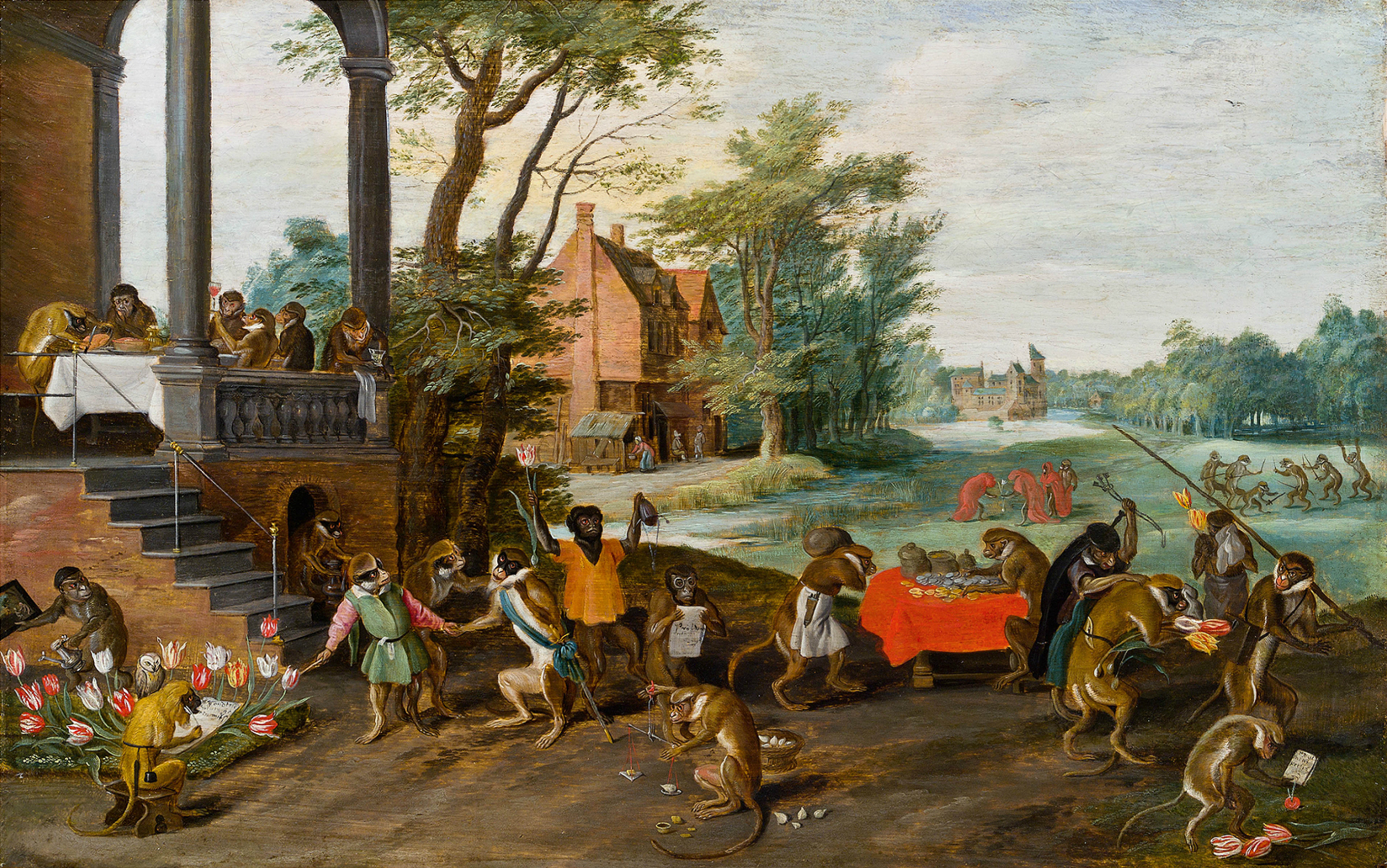
Allegorie der Tulipomanie von Jan Brueghel dem Jüngeren

Blumen, Blätter, ZweigeSie stehen für Vitalität und Lebenskraft. Blühendes Gezweig ist jedoch zum Verwelken verurteilt. Schnittblumen sind dem Tod geweiht. Um den Aspekt der Vergänglichkeit zu betonen, werden oft angewelkte Blumen neben aufblühenden dargestellt. Neben dieser allgemeinen Bedeutung gilt natürlich noch die besondere Symbolik der einzelnen Pflanzen und Blumen. Intensiv duftende Blumen oder Kräuter werden auch deshalb dargestellt, weil das Bild den Duft nicht vermitteln kann.
RoseDie Rose als Blume der Venus vertritt vor allem die Liebe und die Sexualität. Die weltliche Liebe ist – wie alles Menschliche – eitel.
MohnMohn ein Beruhigungsmittel, steht für den Schlaf und die Todsünde der Trägheit. Darüber hinaus symbolisiert er des Schlafes Bruder, den Tod. Wegen seiner roten Farbe ist der Mohn andererseits ein Symbol für die Passion Christi.
TulpenIn den Monaten um den Jahreswechsel 1636/37 erlebten Tulpen in Holland einen unglaublichen Boom. Im Zuge einer aberwitzigen Tulpenmanie wurden viele Hasardeure mit dem Handel von Zwiebeln reich. Noch mehr verloren durch Fehlspekulation Hab und Gut. Deshalb steht die Tulpe – zumindest bei niederländischen Stillleben dieser Zeit – auch für Leichtsinn, Verantwortungslosigkeit und unvernünftigen Umgang mit der Gottesgabe Geld. Jan Brueghel der Jüngere verwendet in seiner Satire Allegorie der Tulipomanie neben den Tulpen Vanitassymbole wie Verträge, Geld, Werkzeuge, Zeichen von Luxus und Herrschaft sowie den Affen, der den Menschen nicht besser imitieren kann als ein Gemälde.
FrüchteFrüchte bedeuten Fruchtbarkeit, Fülle und im übertragenen Sinn Reichtum und Wohlstand. Auch dieser ist nicht von Dauer. Dies wird oft veranschaulicht, indem neben appetitlichen Früchten überreifes und angefaultes Obst liegt. Etliche Früchte haben eigene symbolische Bedeutungen. Der Sündenfall kann zum Beispiel von Birnen, Tomaten, Zitrusfrüchten, Trauben, Pfirsichen oder Kirschen symbolisiert werden. Und natürlich vom Apfel. Erotik kann von Feigen, Pflaumen, Kirschen, Äpfeln oder Pfirsichen angedeutet werden.

#### Tiere

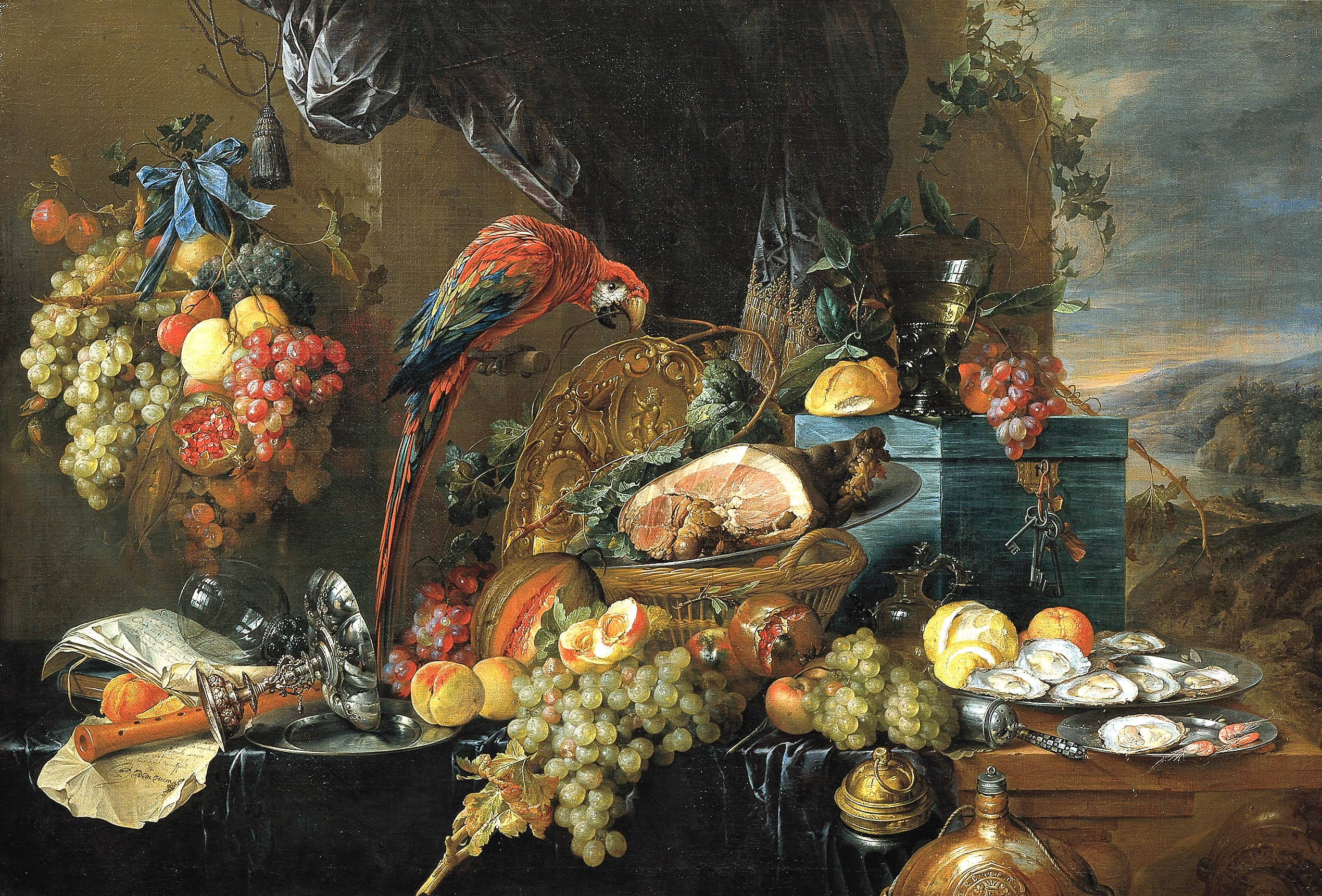
Stillleben von Jan Davidsz. de Heem

Mäuse, RattenDiese fruchtbaren Tiere waren große Vorratsschädlinge und damit Boten der Vergänglichkeit. Sie werden mit dem Teufel in Verbindung gebracht und symbolisieren oft den Sündenfall.
EidechseDie Eidechse war ein unreines Tier, eine Schlange mit Füßen, ein kleiner Drache, Begleiter des Teufels. Andererseits war sie aber auch, da sie sich gerne der Sonne aussetzt, ein Symbol für die hingebungsvolle Zuwendung zu Jesus Christus.
Fliegen, Spinnen und andere InsektenFliegen und andere Insekten symbolisieren die Kurzlebigkeit. Darüber hinaus sind sie Nahrungsmittelschädlinge. Besonders die Fliege gilt als Begleiterin des Teufels (Beelzebub = Herr der Fliegen). Eine Ausnahme bilden die Schmetterlinge (siehe Christussymbole).
PapageiEin Papagei ist ein kostbares Tier und deshalb ein Luxusgut. Aber er ist auch ein Tier, das die menschliche Sprache nachahmt, also ein Echo, das ebenso wie das Bild nicht wirklich antworten kann. Da der Papagei nie versteht, was er sagt, ist er ein Symbol für die Eitelkeit des Menschen, der unsinnigen Moden nachläuft, anstatt sich seinem Gott zuzuwenden.

#### Nahrungsmittel

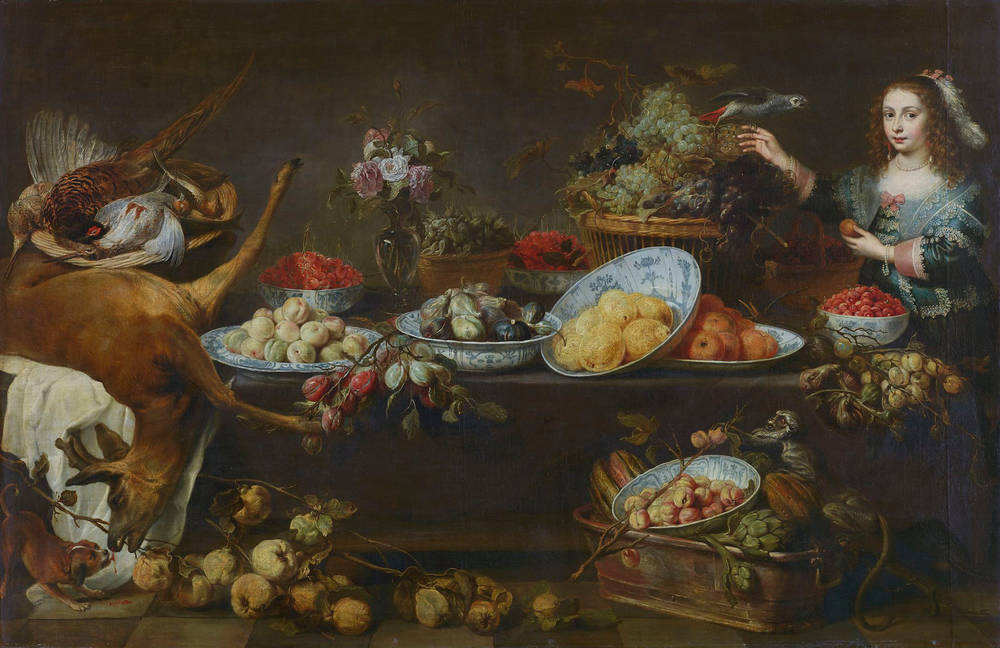
Stillleben von Frans Snyders

Kochkunst war ebenso wie Musik ein Inbegriff der vergänglichen Kunst.
Konfekt, ZuckerzeugKostbares Naschwerk ist ein Zeichen für Luxus und eitle Verschwendung, könnte je nach Zusammenhang aber auch umgekehrt als Vorahnung der ‚Genüsse des Himmels‘ gedeutet werden.
KäseDie Bedeutung ist unklar. Als Lebensmittel, dessen Herstellung unter Umständen erheblichen Aufwand und Zeit erfordert, mag Käse als Symbol für Luxus wie auch für Vergänglichkeit verstanden worden sein.
ZitroneDie damals sehr teure Südfrucht ist ein Zeichen für Luxus. Da man sie wegen ihrer Säure nur sparsam einsetzt und nicht gierig verzehrt, ist sie auch ein geläufiges Symbol für die Tugend der Mäßigung.
Wildbret oder JagdbeuteBesonders in den Küchenstillleben finden sich oft Wildbret oder Jagdbeute, was einerseits die üppigen Tafelfreuden andeutet und für Wohlstand, Wohlleben und Luxus steht. Anderseits führen die drapierten stillen Tierkadaver die Sterblichkeit allen irdischen Lebens vor Augen. Kadaver sind blind und stumm wie das Bild selbst. Kunst ebenso wie Jagdbeute sind totes Menschenwerk. – Bei den Beutetieren kommt dem Hasen eine besondere Bedeutung zu. Der Hase ist wegen seiner kurzen Vorderbeine bergauf am schnellsten. In seiner Wehrlosigkeit steht er für den gläubigen Menschen. Wie der Hase bergauf flieht, so soll sich der Christ seinem Gott als Berg der Weisheit zuwenden. (In der Ikonografie wird zwischen Kaninchen und Hase nicht unterschieden.)

#### Haushaltsgerät

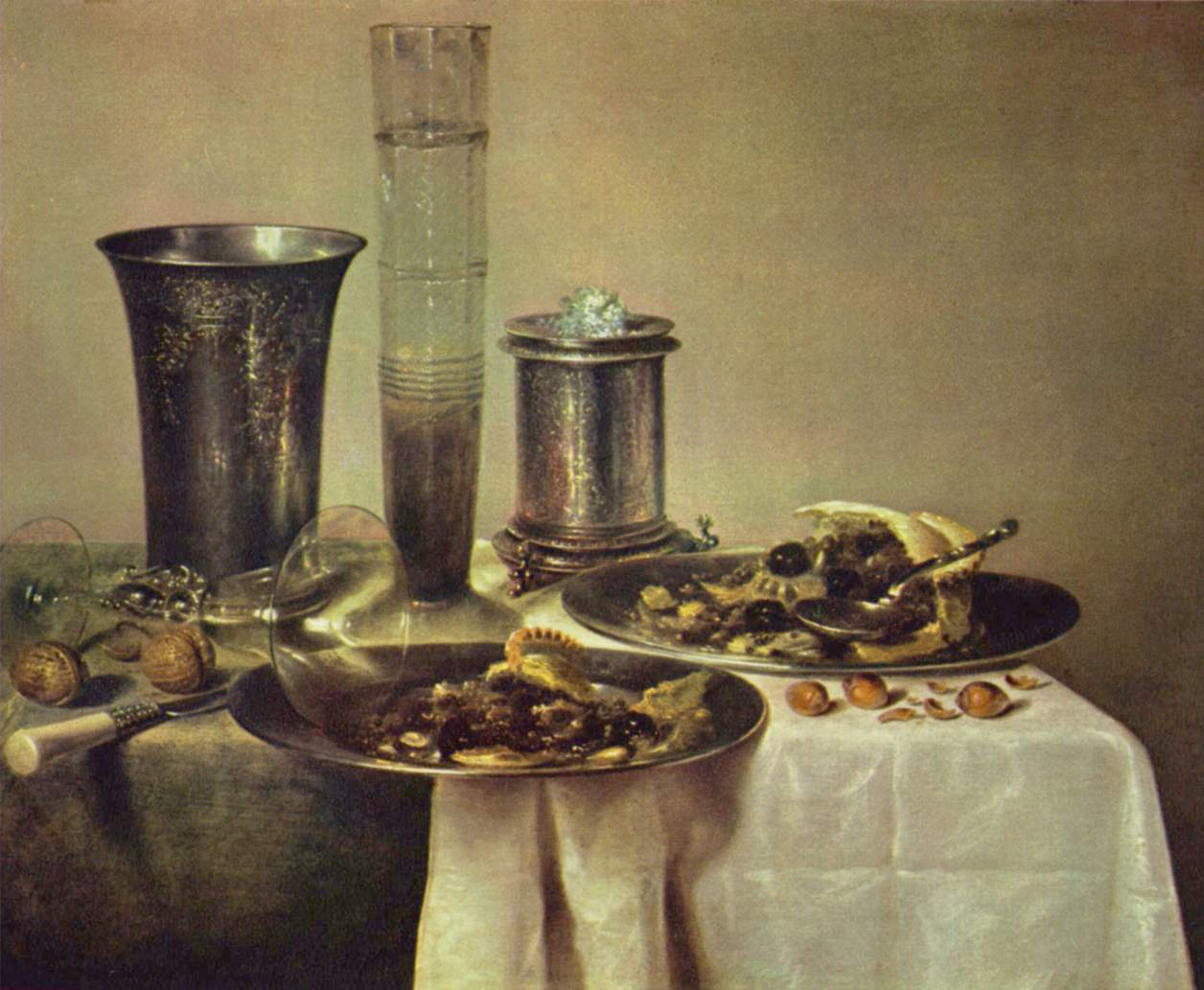
Stillleben von Willem Claesz. Heda

KerzeDie brennende Kerze ist ein Sinnbild für Materie und Geist, die Flamme steht für die menschliche Seele, ihr Verlöschen für den Tod. Oft wird der Rauch der verloschenen Kerze dargestellt.
KerzenlöscherDas Löschhütchen, mit dem die Kerzenflamme erstickt wird, ist natürlich ebenfalls ein Symbol für das Sterben und Vergehen.
MesserMit seiner Schärfe und Gefährlichkeit erinnert ein Messer an die Verletzlichkeit des Menschen und an seine Sterblichkeit. Es ist außerdem ein Phallussymbol und eine verdeckte Darstellung der männlichen Sexualität.
Glas und KeramikKostbar verzierte Gläser und besonders Geschirr aus Porzellan waren Luxusgüter. Darüber hinaus stellen sie Zerbrechlichkeit und damit Vergänglichkeit dar. Wegen seiner strahlenden Weiße steht das Porzellan aber auch für Reinheit. Analog dazu steht wegen seiner durchscheinenden Klarheit Glas für Keuschheit.
Zerbrochenes Glas oder GeschirrZerbrochenes Glas oder Geschirr zeigen die Verletzlichkeit menschlichen Glücks und stehen ebenfalls für den Tod.
KrugEin Krug kann das Laster der Trunksucht symbolisieren. Ebenso kann er ein Sinnbild der (gefährdeten) Jungfräulichkeit sein.
MörserMörser und Stößel beziehungsweise Pistill sind Symbole für weibliche und männliche Sexualität und das Streben nach sexueller Erfüllung. Dieses Streben ist natürlich eitel.

#### Zeitvertreib

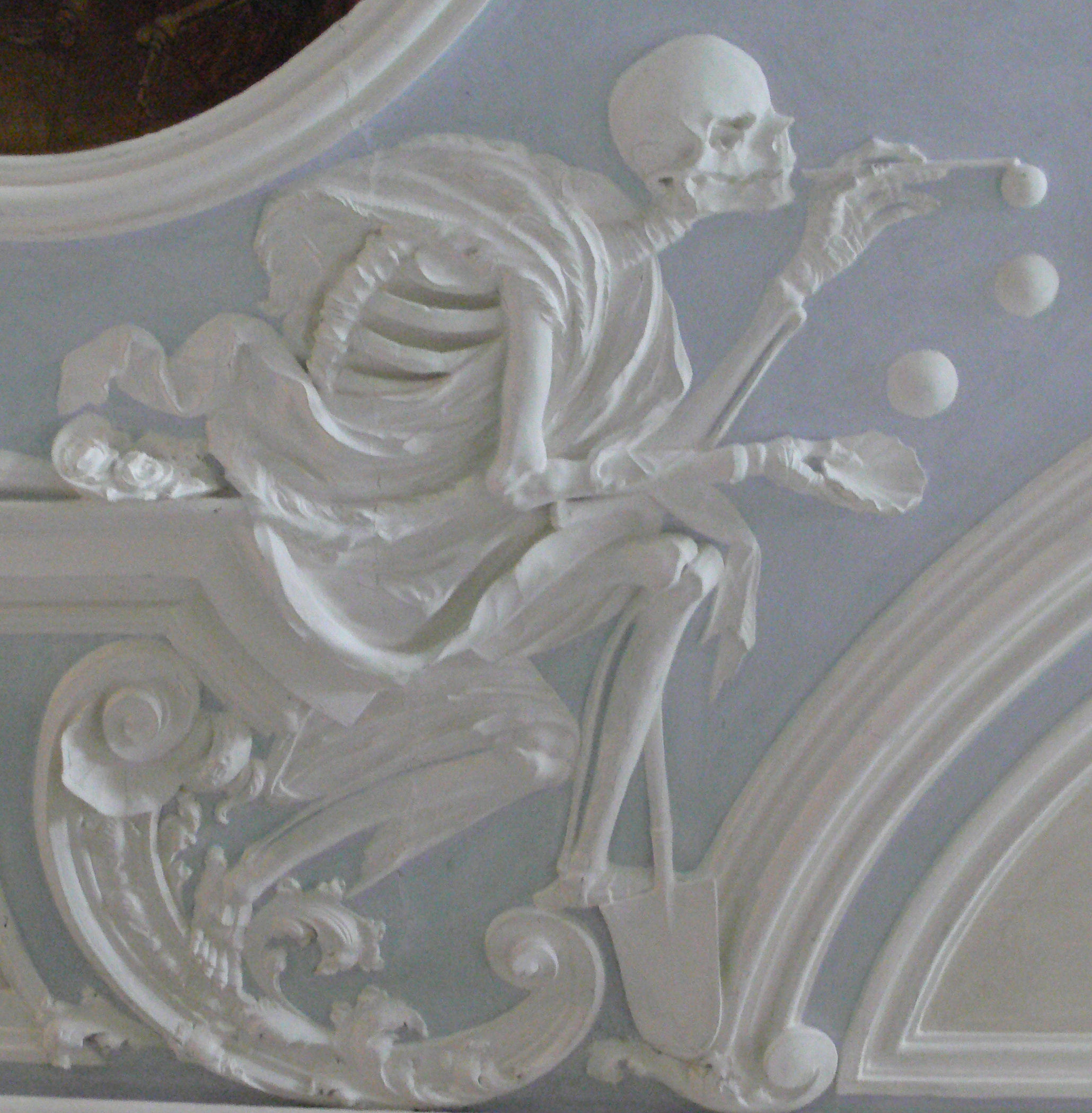
Tod mit Seifenblasen im Kloster Michelsberg, Bamberg

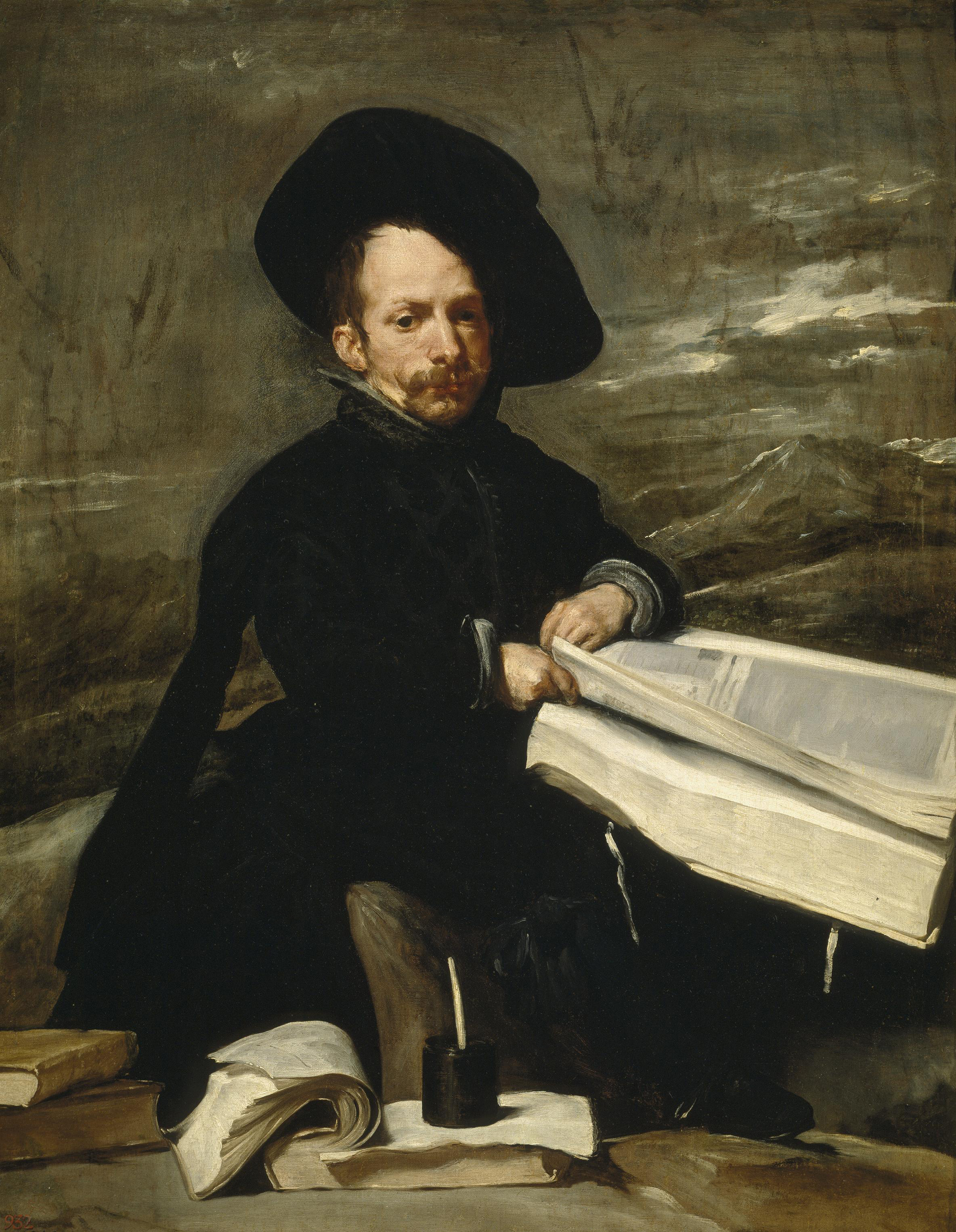
Diego de Acedo als gebildeter Hofnarr von Diego Velázquez (1644)

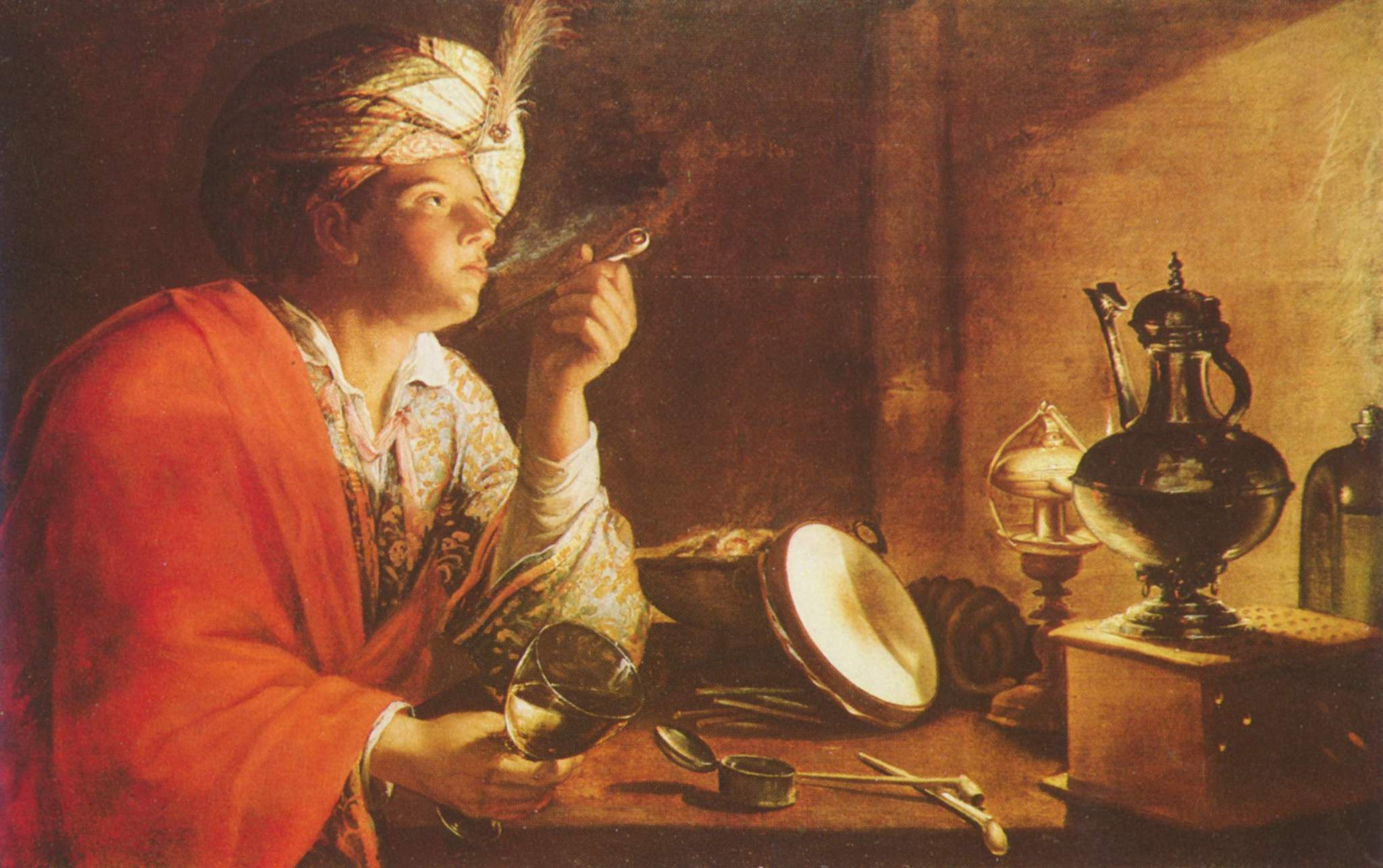
Michel Gobin: Junger Mann mit Pfeife, nach 1681

Bildung war noch nicht grundsätzlich aufgewertet gegenüber dem Zeitvertreib wie seit dem 18. Jahrhundert. Wissenschaft war erst dabei, sich vom Verdacht des Okkultismus zu befreien. Auch das Sammeln galt noch als Zeichen des Egoismus und als schlechte Angewohnheit wie etwa das Rauchen. Ausgeprägte Bildungsfeindlichkeit vermitteln die Vanitas-Motive zeitweilig in Spanien, wie es sich auf Gemälden von Diego Velázquez niederschlägt.
BilderÜberaus häufig als Vanitas-Requisiten sind abgebildete Bilder oder Statuen: Das Bild macht sich und seine Unfähigkeit, das Abgebildete zu bewahren und lebendig wiederzugeben, zum Thema.
BriefeBriefe sind materielle Produkte menschlicher Beziehungen und verkörpern sie. Diese Beziehungen sind vergänglich. Für Briefe, Bücher und Musiknoten galt noch, dass die Stimme des Lesers kein vollwertiger Ersatz war für die verklungene Stimme des Schreibers, sondern nur ihr Fehlen deutlich machte.
Musikinstrumente, MusiknotenObwohl Musik schon aufgezeichnet werden konnte, galt sie außerhalb des Liturgischen als einzigartig und unwiederholbar. Die Aufführung war vorbei, der Klang verklungen, die Musiker verschwunden und die Musiknoten und Instrumente nur noch ein Zeichen des Fehlens. Instrumentalmusik war noch minderwertig gegenüber dem Gesang. Das Musikinstrument wurde als Zeichen für den fehlenden Menschen gesehen. Darüber hinaus macht das Bild mit der Darstellung von Musik seine Unfähigkeit deutlich, auch noch den Klang zu vermitteln. Das reizt jedoch die Vorstellungskraft des Betrachters.
Spielkarten, WürfelSpielkarten, Spielwürfel und andere Utensilien des geselligen Zeitvertreibs sind Zeichen für ein verfehltes Lebensziel, die Hinwendung zu flüchtigem Vergnügen, schlechter Gesellschaft, sündhaftem Leben. Die Chancengleichheit des Glücksspiels wurde noch als verwerfliche Anonymität betrachtet. Damit sollte dem genießenden Betrachter seine eigene Anonymität vor dem Bild bewusst werden. Als Kunstliebhaber oder Sammler war er nicht besser als der Glücksspieler. Die darstellende Kunst war selbst ein Spiel, und das dargestellte Spiel war ein Spiel im Spiel.
RaucherwarenTabakspfeife und weitere Raucherutensilien sind ein Zeichen für momentanen, flüchtigen Genuss. Rauch und Geruch können im Bild nicht festgehalten werden. – Das berühmte Bild La trahison des images (1929) mit der Aufschrift Ceci n’est pas une pipe („Dies ist keine Pfeife“) von René Magritte ist noch eine Anspielung auf diese Symbolik.
SeifenblasenSeifenblasen wie Glaskugeln sind ein Symbol für das menschliche Leben, sowohl für seine Schönheit als auch für seine Vergänglichkeit. Als Ball gesehen, können sie auch als Symbol für die Unbeständigkeit des Lebens gedeutet werden.
WissenschaftGelehrte Bücher, Verträge, juristische Regelwerke, Kalender, Pläne, Landkarten, Weltkugeln, Messinstrumente, Antiquitäten, Kuriosa, all dies versammelt nur irdisches Wissen und Streben und ist daher vergänglich.

#### Symbole der Überwindung des Todes
Auf vielen Vanitas-Darstellungen, die nicht nur das Negative zeigen sollten, befinden sich Symbole der Überwindung des Todes. Die jüdisch-sephardische Kunst verwendet etwa den Phönix oder den Schmetterling als Zeichen für die Unsterblichkeit der Seele. Ähnlich indirekt vermieden die protestantischen Vanitas-Darstellungen die hergebrachten christlichen Motive (was sich besonders im Unterschied zwischen der niederländischen und der spanischen Kunst bemerkbar macht). Ihre Botschaft blieb hintergründiger. Im Gegensatz zu den direkt erkennbaren, sinnlichen, aber unwirklichen Abbildungen (die Charles S. Peirce als Ikone bezeichnet hat) sind die Symbole für die religiöse Wirklichkeit nur dann erkennbar, wenn man sie deuten kann. Diese semiotische Botschaft sollen sie vermitteln. Der Triumph der Mimesis durch die täuschend genaue Darstellung wird durch ihren Inhalt entwertet: Nicht was das Bild zeigt, ist wirklich, sondern was es nur auf Umwegen ‚sagen‘ kann. –
Häufig verwendete Christussymbole sind

Fisch als christliches Symbol

FischDer Fisch ist ein verbreitetes christliches Symbol, das mit dem bildlichen Fisch nichts zu tun hat, weil es als Akronym aus dem Griechischen stammt: ἰχθύς/ΙΧΘΎΣ (ichthýs) = Ιησούς Χριστός Θεού Υιός Σωτήρ (Jesus Christus, Gottes Sohn, Erlöser – die ersten Buchstaben bilden das Wort „Fisch“).
Brot oder Getreideähren, Wein oder WeintraubenSie weisen auf die Eucharistie hin, den Neuen Bund und die damit versprochene Erlösung.
KelchAuch der Kelch ist ein Zeichen für Wein und damit für die Eucharistie und den Neuen Bund.
Raupe, SchmetterlingDie Raupe, die sich zum Schmetterling wandelt, ist ein Symbol für Auferstehung und Erlösung. Der Schmetterling ist darüber hinaus ein Symbol der menschlichen Seele.
ElfenbeinElfenbein ist wegen seiner Kostbarkeit und seiner Weiße schon seit dem Altertum ein Symbol für Reinheit und Beständigkeit.
NelkeWegen der nagelförmigen Knospen ist die Nelke ein Symbol für die Passion Christi.
SalzSalz ist ebenso lebensnotwendig, wie Christus heilsnotwendig ist. Deshalb ist Salz ein Symbol für Christus.
ErbsenschoteWegen der Zartheit der Blüte und der in der Hülse schützend geborgenen Frucht symbolisiert die Erbsenblüte die jungfräuliche Empfängnis Christi.
EiDas Ei trägt Leben in sich; es ist ein Symbol der Auferstehung.
PerlePerlen verkörpern Vollkommenheit und Reinheit und stehen deshalb neben anderen Symbolbedeutungen auch für Christus.

### Interpretationshilfe

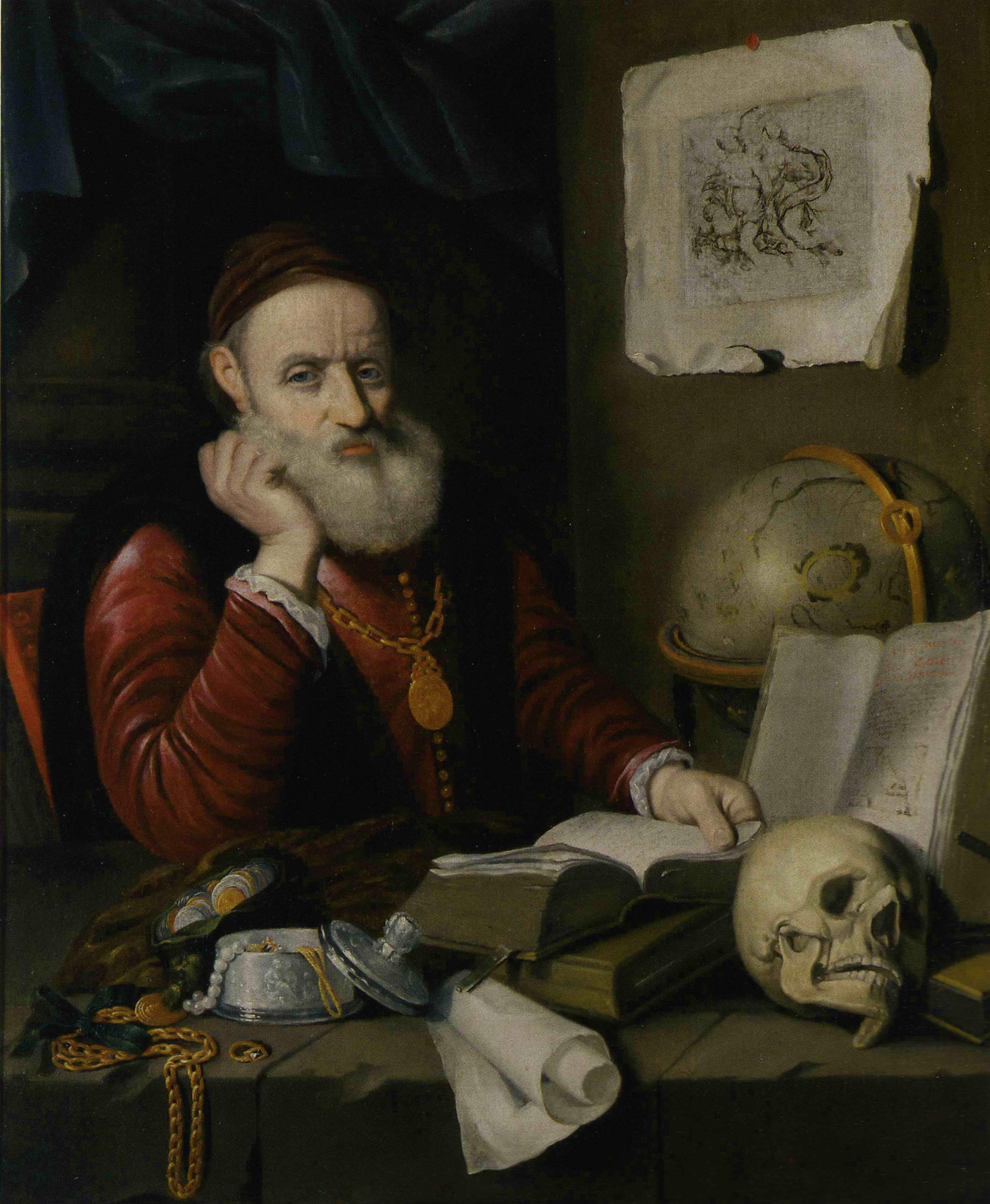
Exilium melancholiae von Bartholomeus Hopfer (nach 1643)

Die Liste ist nicht vollständig. Es mag noch Hunderte weiterer Symbole geben. Entscheidend ist der Unterschied zwischen dem trügerischen Zeichen unmittelbarer Sinnlichkeit und dem indirekten religiösen Symbol, das man deuten muss. Die Analogie gibt nicht vor, das Bedeutete zu sein wie die ‚platte‘ Abbildung.
Die Maler dieser Symbole dachten wie ihr Publikum in Analogien: So wie Salz dem Menschen lebensnotwendig ist, so ist Christus notwendig für das Seelenheil, Salz für Christus.
Für die Vanitas-Stillleben bedienten sich die Maler aus dem reichen Fundus der zeitgenössischen Emblematik, über die Gelehrte wie Jacob Cats auch Bücher verfassten. Mit jedem Bild entsteht so ein neues Allerlei verschiedenster Bedeutungen, die sich ergänzen, überlagern und vielleicht widersprechen. Das macht die Interpretation oft nicht einfach. Die Sekundärliteratur schwankt wie die Gemälde selbst zwischen moralisierenden Deutungen, denen die Darstellung so unwichtig erscheint wie die dargestellten Motive, und dem Stolz auf gelungene Arrangements und die technische Perfektion ihrer Gestaltung.
Nicht jede Dose muss weibliche Sexualität bedeuten. Nicht alles muss symbolisch gemeint sein. Es ist hilfreich, möglichst viele potenzielle Symbole zu sammeln und thematisch zu ordnen. Wenn mehrere Symbole in dieselbe Richtung weisen, zum Beispiel Sexualität (Mörser, Messer, Rosen), ist es wahrscheinlich, dass die Dose analog zu interpretieren ist. Mögliche Symbolbedeutungen, die isoliert stehen, sollten zum Schutz vor Überinterpretation nur vorsichtig gedeutet werden.
Bei aller Bedeutungsfracht sollten diese Bilder auch und vor allem schön anzusehen sein. Indem die abgebildeten Objekte ihren ursprünglichen Zweck verloren haben, bekommen sie den neuen Zweck, schön zu sein. Die Selbstkasteiung in der Verzweiflung über die Abwesenheit des Lebendigen rechtfertigt den Genuss der Dinge, die dem Betrachter ausgeliefert sind. Immanuel Kant bezeichnete diese moderne Schönheit als „Zweckmäßigkeit ohne Zweck“ (Kritik der Urteilskraft, 1790, Kap. 23, § 15).
Die Bedeutung herrscht hier, wie Walter Benjamin ironisch sagt, indem er sie zum Spiegelbild ihres Betrachters macht, als „finsterer Sultan im Harem der Dinge“. Dass der Betrachter zwischen Bedeutungssuche und ‚oberflächlichem‘ Genuss hin- und hergerissen ist, lässt sich dadurch besser verstehen, dass viele Menschen noch nicht lesen konnten: Das Lesenlernen wird damit gerechtfertigt, dass man mit seiner Hilfe eine religiöse Wahrheit hinter den sinnlichen, täuschenden, verwerflichen Objekten entziffern könne. So muss man sich nicht von ihnen abwenden, sondern darf sich ihnen zuwenden, weil sie als zusammengestellte ‚Buchstaben‘ eine Voraussetzung zum Lesen sind. Durch die unproblematische, routinemäßige Zuordnung des Lautes zum Buchstaben wird die Alphabetschrift attraktiv gemacht, weil bei ihr die Mühsal der Deutung scheinbar entfällt: Wer das Lemma des Emblems lesen kann, braucht nicht lange zu rätseln.

## Moderner Wandel

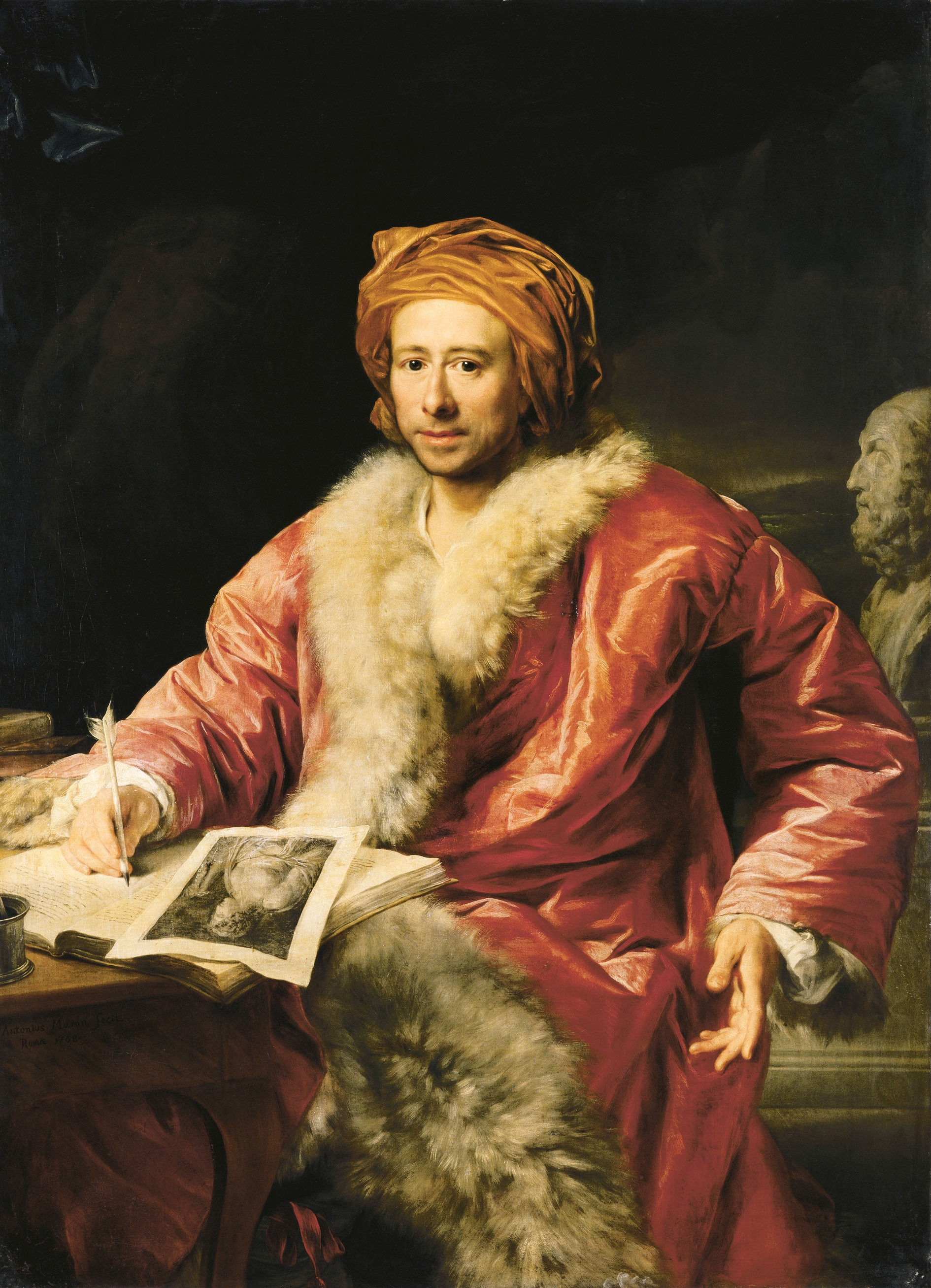
Porträt des Archäologen Johann Joachim Winckelmann 1768: der „sprechende“ Moment des Schreibens

Es kommt zunehmend zur Auflehnung gegen das unweigerliche Scheitern, auch wenn der Mensch den Tod nicht überwunden hat. Nicolas Boileaus Interpretation des Pseudo-Longinus (Traité du sublime, 1674) erlaubte es, den Satiriker (der er selber war) statt als Narren als moralische Instanz zu betrachten. Schon in Gemälden vor 1700 erscheint der Totenschädel als Attribut und sinnvolles Studienobjekt für den Arzt oder Wissenschaftler statt als Mahnmal. Anatomische Darstellungen oder die Veröffentlichung empirischer Daten werden oft noch durch rahmende Vanitas-Symbole relativiert und gerechtfertigt, die aber zunehmend wegfallen. Durch Entziffern sollen sie nicht mehr entlarvt und entwertet werden, sondern bekommen eine Geltung.
Eine ähnliche Umdeutung der Spuren oder Relikte eines Vergangenen zeigt sich in der beginnenden Archäologie, die sich vom Makel der im Mittelalter verfolgten Nekromantie und von der Unart des Reliquien-Sammelns löste. Sogar der Schattenriss wird in der Physiognomik des Johann Caspar Lavater vom bloßen Schein zur enthüllten Natur. Indexikalische Zeichen bekommen in einer aufstrebenden Naturwissenschaft, die nach natürlichen Ursachen von Wirkungen fragt, einen neuen Stellenwert. Auch die optische Täuschung ist kein Beweis für menschliches Versagen mehr, sondern lässt sich erklären. Das Beunruhigende der Magie wird zur beruhigenden Erklärbarkeit der Zauberkunst. Täuschung wird durch Erklärung aufgewertet.
Der Wunderknabe Jean-Philippe Baratier verfasste 1734 einen „Predigttext über das Thema Vanitas vanitatis“, um seine Begabung zugleich zu zeigen und zu rechtfertigen. Während Johann Georg Krünitz 1786 noch erklärt, dass die „frühzeitige Klugheit eines Kindes als eine Krankheit“ zu verstehen sei und mit Medikamenten bekämpft werden müsse, kommen Ende des 18. Jahrhunderts die Wunderkinder in Mode.

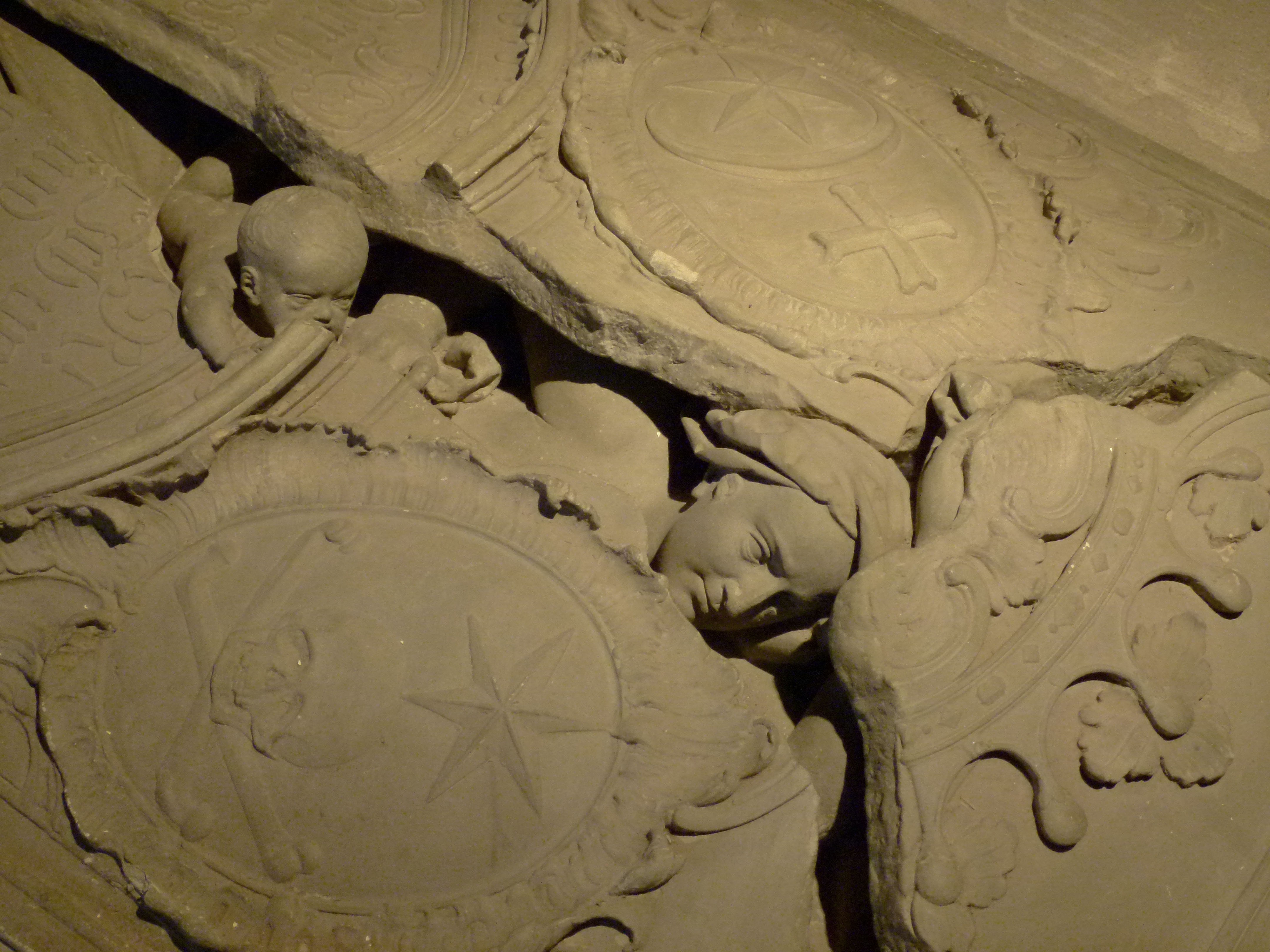
Eine mit Vanitas-Motiven dekorierte Grabplatte bekommt Risse: Grabmal der Maria Magdalena Langhans von Johann August Nahl d. Ä., 1751

Das Grabmal der Maria Magdalena Langhans und ihres neugeborenen Sohnes mit seiner Darstellung der erhofften Auferstehung der Toten durch die gesprengte Grabplatte wird zu einem vielbewunderten und -nachgebildeten Kunstwerk, zu dem Christoph Martin Wieland (1759), Johann Caspar Lavater (1777) und Johann Wolfgang Goethe (1779) pilgern.
Seit dem späten 18. Jahrhundert, im Zuge des medizinischen und naturwissenschaftlichen Fortschritts, aber auch einer ‚bürgerlichen‘ Aufwertung des Geldes und der privatrechtlichen Verträge (Dingen, die man in der Hand hat, im Gegensatz zur ungewissen Gnade geistlicher und weltlicher Autoritäten), werden viele Vanitas-Motive vom Nichtigen und Vergänglichen zum Bedeutenden und Ewigen verklärt. „Dass der Mensch aufgrund seines Wesens schlecht und verdorben sei, wollte dem Aufklärer nicht mehr über die Lippen.“ Die Rechtfertigung des Urhebers für die Eitelkeit seines Werks gehört seither nicht mehr zum guten Ton, sondern er besteht nun selbstbewusst auf dessen Geltung. Das Festhalten an Werten, der Glaube an ein Diesseitiges, Sinnliches, Materielles sollten nicht mehr aussichtslos sein und zu Einsamkeit führen. Vermeidung von Zirkelschluss und Teufelskreis in der Argumentation, die das menschliche Scheitern deutlich machen, trug zur Aufwertung der Wissenschaften bei.
Die nicht mehr ganz aussichtslose Belebung und die Erfolg versprechende Spurensuche gehen dabei Hand in Hand. Die Tipps und Tricks der Ärzte und Ingenieure sind kein bloßes Gewinnspiel mehr, und ihr Erfolg ist auf keine Verschwörung mit dunklen Mächten zurückzuführen. Vanitas-Bewältigung durch Aufwertung der Bildung zeigt sich etwa im Studentenlied Gaudeamus igitur (1781). – Denis Diderot wagte es mit seiner Satire Rameaus Neffe (ab 1760), dem offiziellen Trend zur Aufwertung von Kunst und Bildung die triumphierende Vanitas entgegenzuhalten.
„Den Schein und die Täuschung dieser schlechten, vergänglichen Welt nimmt die Kunst von jenem wahrhaften Gehalt der Erscheinungen fort, [behauptet Hegel. Es gebe ein] sinnliches Scheinen der Idee“, das kein bloßer Schein sei. So entsteht die Vorstellung einer höheren Kunst, die zur „christlichen Auffassung der Wahrheit“ ein sinnliches Gegenstück bilde. Kunst ist nach dieser Auffassung nicht grundsätzlich Täuschung, sondern kann eine (weltliche und sinnliche) Offenbarung sein. Friedrich Schiller zum Beispiel stellt mit seinem Roman Der Verbrecher aus verlorener Ehre (1786) nicht nur ein Verwerfliches aus, um seine eigene Verwerflichkeit zu entschuldigen, sondern erklärt einen Hergang: ‚Wie ist der Dargestellte zum Verbrecher geworden?‘ So wird das dargestellte Verbrechen verständlich gemacht, was seine Darstellung aufwertet. Der Blick hinter die Kulissen rettet die Ehre des vermeintlichen Verbrechers ebenso wie diejenige des Schriftstellers und seines Lesers.

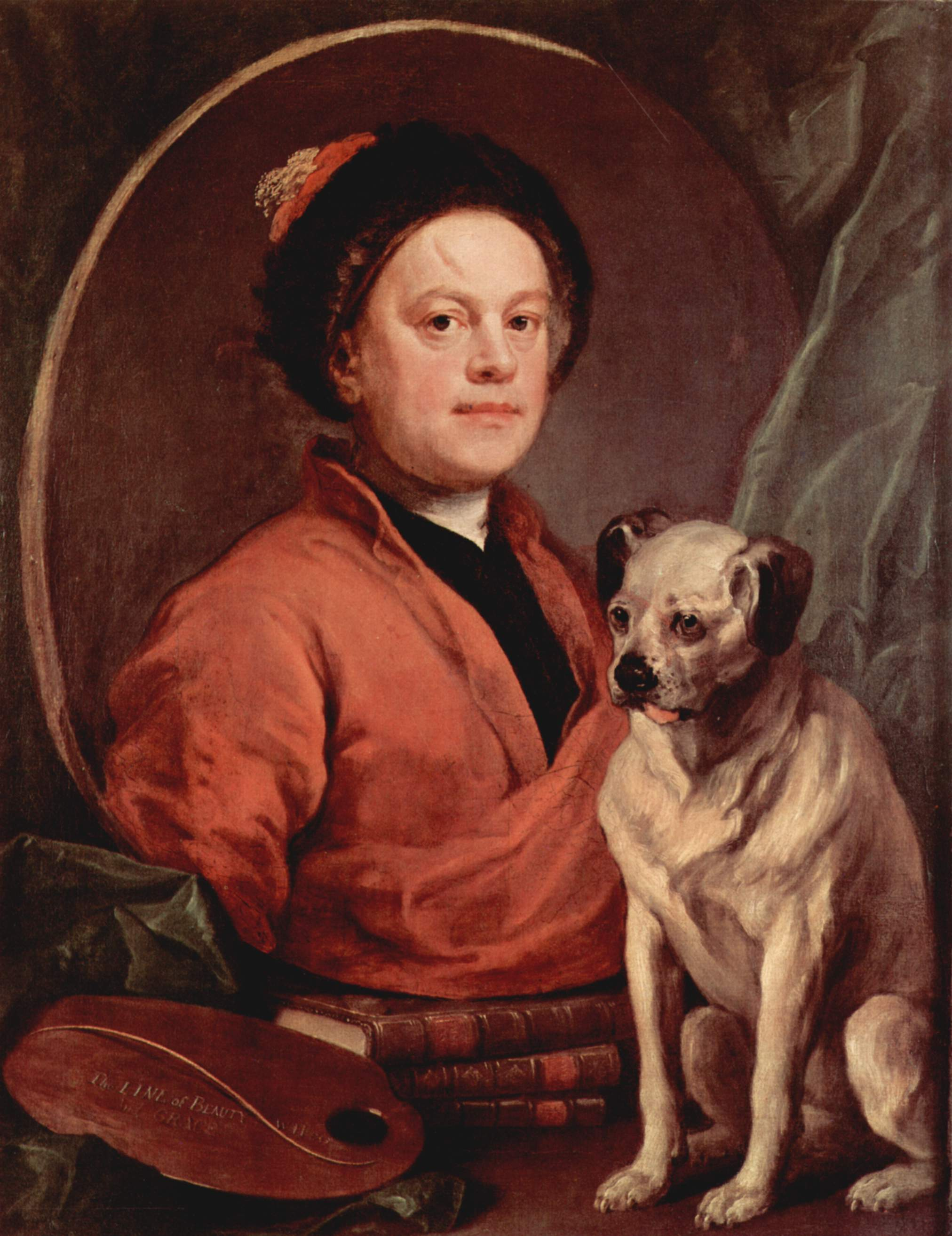
Ein Tuch durchbricht die Grenze zwischen Gemälde und Wirklichkeit: Der Hund vor seinem Herrn in einem Selbstporträt von William Hogarth (1745)

Die Erklärung befreit sich vom Vorwurf der Lüge, denn sie enthüllt statt zu verhüllen. So wird die Moral des betrogenen Betrügers vermieden: Diese Moral bezieht die Künstler und Betrachter in die Negativität des Sujets mit ein, indem sie als selbsterfüllende Prophezeiung voraussetzt, dass ihre Eitelkeit sich rächt. Georg Christoph Lichtenberg ersetzt mit seinen Kommentaren (1794) zu William Hogarths Bilderserie A Rake’s Progress (1733/35) die bescheidene Rechtfertigung des Originals durch stolze Erklärung.
Instrumentalmusik muss in geringerem Maß den Anspruch der Nachahmung erfüllen als Bilder und Texte. Die Versuche, mit notierter Musik die Emotionen von Subjekten unabhängig von betrachteten Gegenständen zu vermitteln, ohne zu täuschen oder die Beständigkeit des Vergänglichen zu behaupten, bekommen in diesem Zusammenhang besonderen Stellenwert, wie es Ludwig van Beethoven in der Partitur seiner Pastoralsinfonie (1808) hervorgehoben hat: „Mehr Ausdruck der Empfindung als Malerei.“ Arthur Schopenhauer erklärte die Musik über die Vermittlung gemeinsamer Emotionen hinaus zum „Abbild des Willens selbst“ (Die Welt als Wille und Vorstellung, 1819).
Nicht mehr die Anonymität des gebannten Zuschauers vor dem Kunstwerk wird hervorgehoben, sondern die Gemeinschaft der Kunstliebhaber, zu der es Anlass gibt. Die „Identität“ eines gemeinsamen Willens im Hinblick auf Erfolge wird zu einem modernen Gegenkonzept der Vanitas. Gemeinschaft auf der Basis eines Objekts oder Dokuments sollte keine kollektive Verblendung oder Verschwörung mehr sein, sondern im Gegenteil beweisen, dass freiwillig befolgte Vorbilder und Vorschriften von Dauer sein können. Es bestand ein stärkerer Beweisdruck gegenüber Obrigkeiten oder Eltern, die mit erhobenem Zeigefinger erklärten, dass aus Liebesschwüren oder Unternehmensgründungen ja doch nichts werde.
Die Unfähigkeit des Kunstwerks, das Lebendige wiederzugeben, wird nicht mehr als Fehler verstanden, sondern als bleibende Herausforderung an die Vorstellungskraft seiner Betrachter gerühmt. Durch die Vorstellung, dass hier eine „neue Sprache“ zu allen spreche, scheint das Kunstwerk unsterblich zu werden.
Dies führt zu einer Art Anti-Vanitas: einer Darstellung des Gelingens an Stelle eines Scheiterns – oder einer gelungenen Darstellung, die sich von einem dargestellten Scheitern distanziert. Durch ihren Erfolg verbindet sich die Darstellung mit dem Dargestellten oder unterscheidet sich von ihm.

### Darstellung des Gelingens

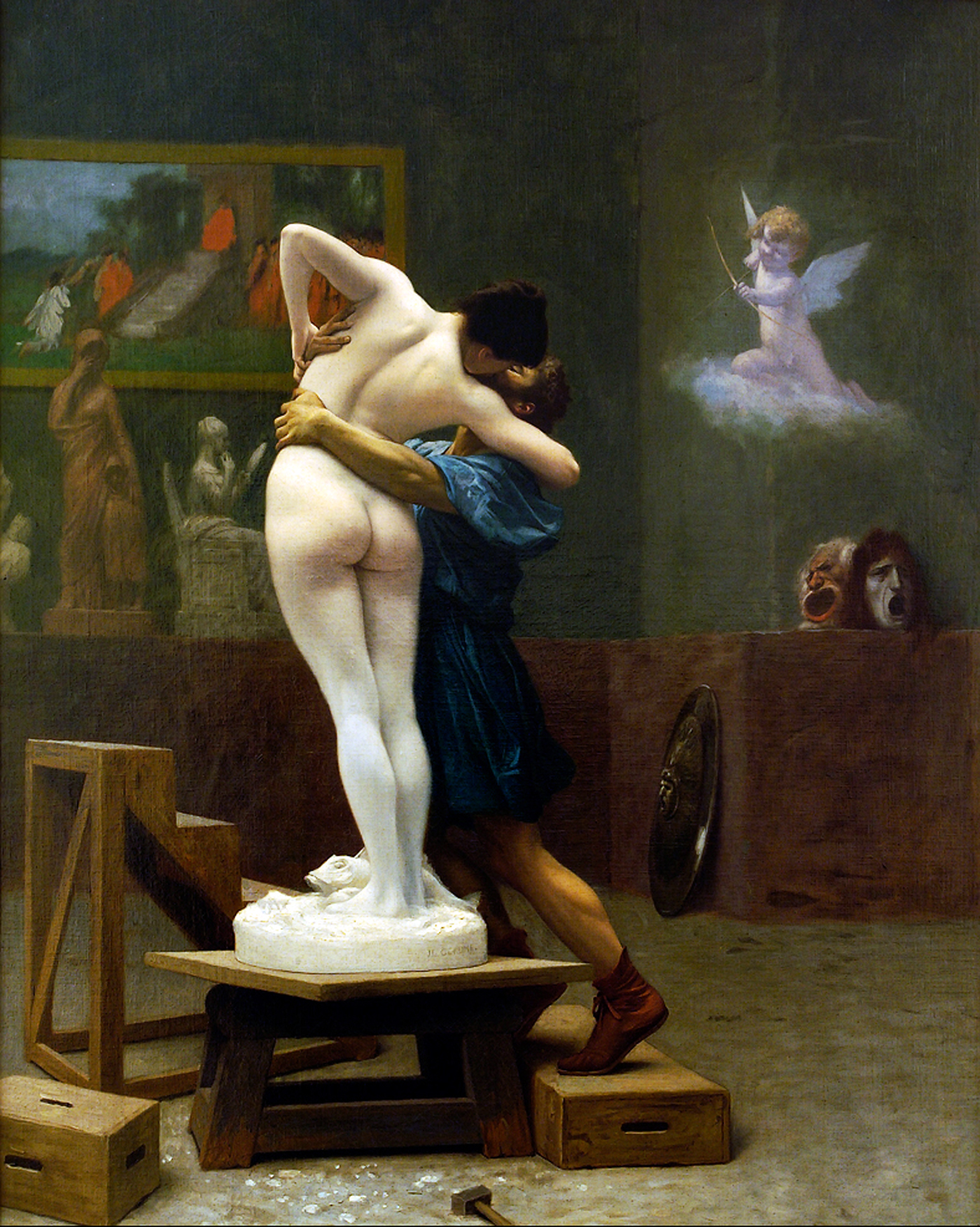
Die Vision des Künstlers wird lebendig: Pygmalion-Darstellung von Jean-Léon Gérôme

Das Fixierte und Behauptete des Bildes und der Schrift werden vom Verwerflichen zum Tugendhaften, so wie das geschriebene Gesetzesrecht gegenüber dem ungeschriebenen Gewohnheitsrecht an Bedeutung gewinnt oder der rechtschaffene bürgerliche Vertrag kein Teufelspakt mehr sein soll. Jean-Jacques Rousseau betätigte sich gleichermaßen als Künstler wie als Vertragstheoretiker (Vom Gesellschaftsvertrag oder Prinzipien des Staatsrechtes, 1762).
Deutlich wird diese Umwertung etwa bei Rousseaus Melodram Pygmalion (1762/1770), in dem es einem Bildhauer gelingt, sein Bild ohne göttliche Hilfe zu beleben: Nicht mehr das Tote der Statue wird durch die Verzweiflung ihres Schöpfers und Betrachters herausgestellt, sondern ihr imaginäres Leben in seinen Augen. Man erfahre die „Aura“ eines Objekts, so beschrieb Walter Benjamin diesen Vorgang, indem man ihm die Fähigkeit verleihe, „den Blick aufzuschlagen“. Auch die manische Wiederholung des Meißelschlags, die Rousseau in der Ouvertüre musikalisch darstellt, ist kein Zeichen der Aussichtslosigkeit mehr, sondern führt zum Erfolg. Das barocke Theatrum mundi wird in Gestalt von kunstreich bewegten und beleuchteten Miniaturtheatern, die auf den Jahrmärkten gezeigt wurden, zur bewunderten ingenieurtechnischen Belebungskunst.
Prominent in diesem Zusammenhang ist die Musik, die vom Symbol des im Nu Verklingenden zum Symbol „klassischer“ Beständigkeit wird, was sich in einer nie zuvor gekannten Repertoirebildung zeigt. Colettes Klage über den Verlust ihres Geliebten in Rousseaus Oper Le devin du village (1752) bleibt nicht erfolglos, sondern führt zum Happy End. Die kolportierte Botschaft, dass der französische König diese Melodie unentwegt gesungen habe, legitimierte ihre Wiederholung als Schlagerlied und darüber hinaus die jahrzehntelange Wiederholung der Oper im Repertoire der Pariser Oper. Dem Sänger Orpheus gelingt es in Glucks Oper Orfeo ed Euridice (1762/1774) erstmals, seine verstorbene Frau lebendig zu machen. Das Motiv der Eurydike erfährt eine ähnliche Entwicklung wie dasjenige von Pygmalions Statue Galathée (Galat[h]ea). Zunehmend wird „der Vergänglichkeit des Lebens die Unsterblichkeit der Liebe entgegengehalten“. Taminos „Bildnisarie“ in Mozarts Zauberflöte (1791) besingt nicht mehr die unmögliche oder verlorene, sondern die kommende (sinnliche) Beziehung. Und das Musikinstrument als bloßer Ersatz der Gesangsstimme beginnt in der Vorstellung des Hörers zu ‚singen‘. Stumme Rollen, die als verkörperte Schrift in den Melodramen der Boulevardtheater zu sehen sind, wie etwa Die Waise und der Mörder (1816), ermöglichen auch den Analphabeten im Publikum eine Teilhabe am Spurenlesen.

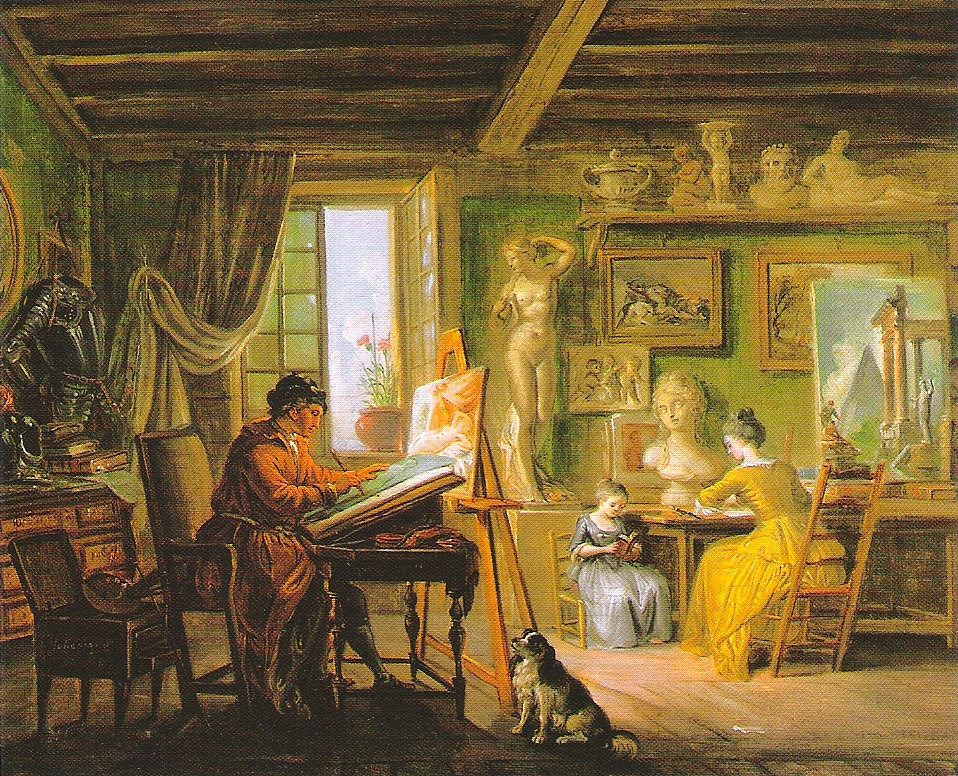
Anti-Vanitas: Familiäre Kunst im 18. Jahrhundert (Jean-Baptiste Lallemand)

In der bildenden Kunst beginnt „die Empathie des Malers mit dem stummen Gegenstand“. Auch in Literatur und Theater gibt es für diesen Wandel zahlreiche Beispiele: Der Sinnspruch „Et in Arcadia ego“ bedeutet für Goethe nicht mehr Todesnähe, sondern die lebendige Erinnerung an Italien. In Goethes Gedicht Bei Betrachtung von Schillers Schädel (1826) wird der Schädel des Dichters durch seine „Gott-Natur“ (oder vielmehr durch Goethes Betrachtung) lebendig, so wie das Gedicht beim Lesen lebendig werden soll.
Johann-Faust-Figuren als Symbole des Nichtigen und Lächerlichen (seine Studierstube ist eine Ansammlung von Vanitas-Attributen) werden seit Goethes Faust I zum Bedeutenden oder Heroischen stilisiert. Der einst lächerliche Romanleser Don Quijote, das „klassische Ideal des Melancholikers“ in der spanischen Literatur, wird in der Romantheorie von Georg Lukács zum idealistischen Helden gemacht. Seine Leidenschaft wird vom Verwerflichen zu einer modernen Tugend. – Der ‚dritte‘ europäische Melancholiker Don Juan, der Frauen sammelt, anstatt zu lieben, bleibt hingegen ein mehrheitlich abschreckendes Beispiel.
In all dem zeigt sich eine Umwertung der Schrift von der Spur eines unwiederbringlich Verklungenen zum Modell eines ewigen Klingens in geselliger Gemeinschaft. Texte und Objekte werden von den Nachbildern eines Verklungenen zu Vorbildern eines Klingenden. Um dies zu gewährleisten, müssten Weltliteratur oder der Notentext von Kunstmusik beständig gelesen werden. Sie sind nur noch scheinbar stumm, denn die Stimmen der Betrachter sind ihre Wirklichkeit. Mit immer neuen Lesern oder Interpreten triumphieren sie über die Vergänglichkeit. Lesen ist dann kein Scheitern mehr, sondern ein Gelingen. Die „enthüllte Identität“ durch „sprechende Steine“ wird selbst bei Grabschriften zur Gegenvorstellung eines ohnmächtigen Verstummens.
Der sogenannte Werther-Effekt im Anschluss an Goethes Erfolgsroman Die Leiden des jungen Werthers (1774) zeigte, dass Medienprodukte mittlerweile zur Nachahmung motivieren konnten, anstatt zu warnen. Ein Grabmal des unbekannten Soldaten, wie Benedict Anderson zur Erklärung des modernen Nationalismus anführt, steht für die lebendige Imagination einer Gemeinschaft und würde durch konkrete sterbliche Überreste entwertet. Eine warnende Deutung (‚Das wird dir auch passieren, wenn du für diese kollektive Imagination in den Krieg ziehst‘) ist nicht beabsichtigt. Das Zeichen als todbringendes Signal dagegen, wie die Piratenflagge Jolly Roger, wird trotz seiner Tradition und Popularität unbequem.
Die Vanitas-Darstellungen des 17. Jahrhunderts präsentieren noch das verwaiste Buch oder die verblichenen Musiknoten als Inbegriff des Stummen. Allerdings beginnen sich schon in den niederländischen Stillleben jener Zeit der Wert und die Dauerhaftigkeit der Darstellung von der Nichtigkeit und Vergänglichkeit des Dargestellten selbstbewusst zu unterscheiden. Hinter der vordergründigen Bescheidenheit verbirgt sich der Stolz des Künstlers. Im 19. Jahrhundert verlagerte sich das Interesse am Stillleben vom „Was“ seiner Leblosigkeit vollends auf das „Wie“ seiner lebendigen Darstellung und Rezeption.

### Triumph über das Scheitern

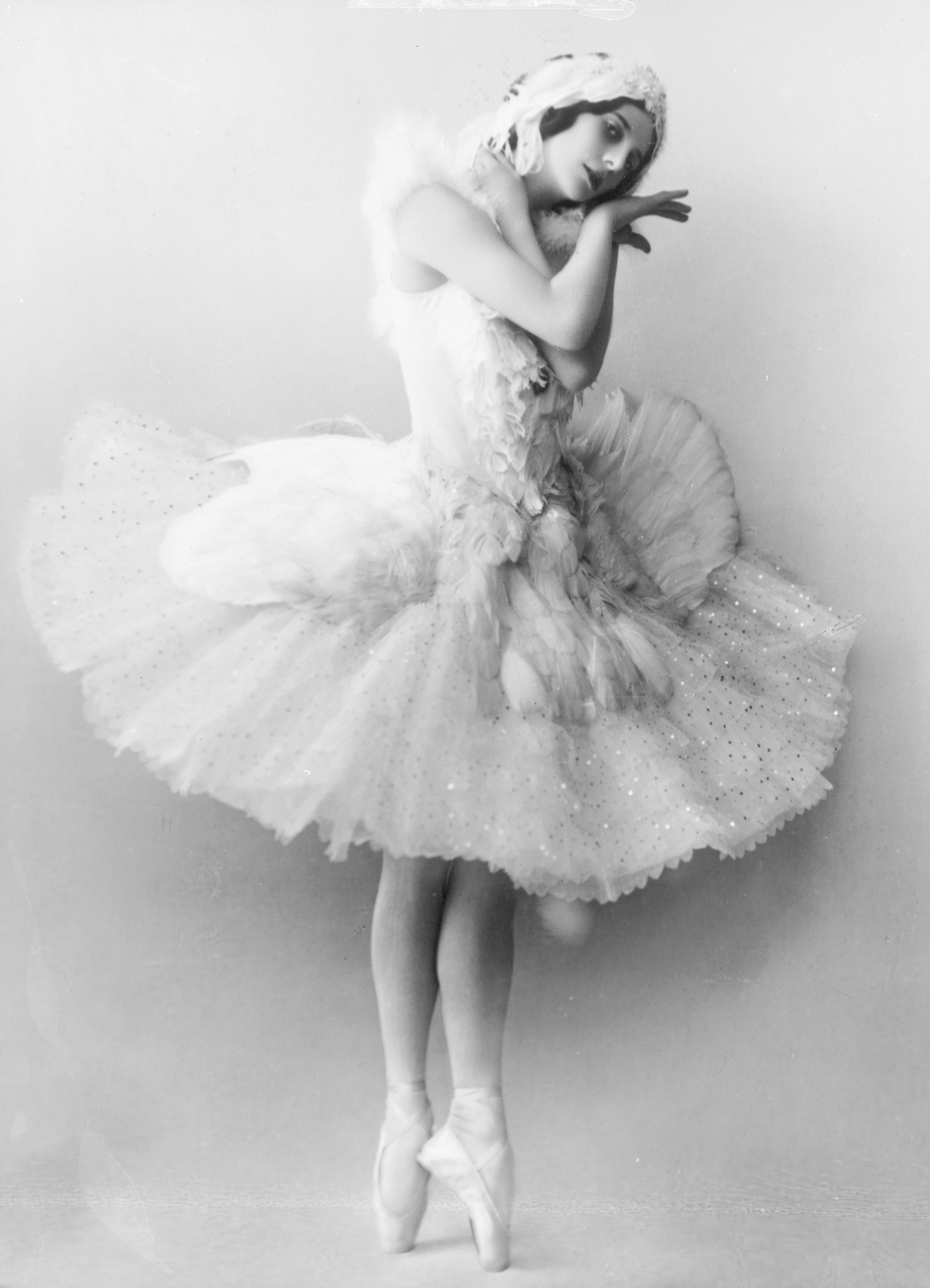
Anna Pawlowna Pawlowa als Der sterbende Schwan

Der Medientheoretiker Régis Debray fragt sich, woher die Auffassung des Todes als Apotheose komme, die eine „Katastrophe vielmehr als Wunder erscheinen“ lasse. Das Lamento als kollektives Eingeständnis des Scheiterns wird in der Oper des 19. Jahrhunderts zur frenetisch beklatschten Sterbearie. Die Figur des Sängers ist gestorben, aber der Sänger und sein Publikum haben überlebt. Der sterbende Schwan (1907) wird zur gefeierten Glanznummer der Ballerinen, die (im Gegensatz etwa zur älteren Vanitas-Motivik im Flamenco-Tanz) ins Lächerliche umkippt, wenn die Interpretin ihre Lebenskraft, ihre technische Beherrschung ähnlich wie der dargestellte Schwan verliert. Voraussetzung dazu ist eine Art „Vitalität, die den natürlichen Tod als bloßes Theaterspielen entlarvt“. Im Scheinhaften verbirgt sich nicht mehr die Wirklichkeit des Todes, sondern der Tod im Gegenteil ist Schein.
Darstellungen des Sterbens oder Scheiterns seit dem 18. Jahrhundert, die sich zum Beispiel kulturkritisch gegen einen gesellschaftlichen oder wissenschaftlich-technischen Fortschritt richten, sind oft mit einem paradoxen Triumph ihrer Autoren oder Darsteller verbunden, indem sie den vermeintlichen Verfall mit ihrer Klage darüber zu besiegen versuchen. Ein Festhalten des Vergänglichen wird hier vom Laster zur Tugend. Modell dafür war Jean-Jacques Rousseaus Schrift Discours sur les sciences et les arts (1750), die den Philosophen berühmt machte. Der ihm zugeschriebene Wahlspruch „Zurück zur Natur!“ durfte in mancher Augen eine Rückkehr zur Religion ersetzen und moralisch Zweifelhaftes aufwerten. Wolf Lepenies umschreibt diese moderne Art der Klage folgendermaßen: „Der Intellektuelle klagt über die Welt, und aus dieser Klage entsteht das utopische Denken, das eine bessere Welt entwirft und damit die Melancholie vertreiben soll.“
Der Historiker Edward Gibbon macht mit The History of the Decline and Fall of the Roman Empire (1776–1789) das Christentum für den Verfall des römischen Reichs verantwortlich, um ihm einen Idealzustand von Kunst und Kultur entgegenzustellen. Die überlegene Rede von der Dekadenz koppelt sich auf diese Weise von der religiösen Rhetorik ab, die das Unzulängliche und Vergängliche allen menschlichen Strebens betont.

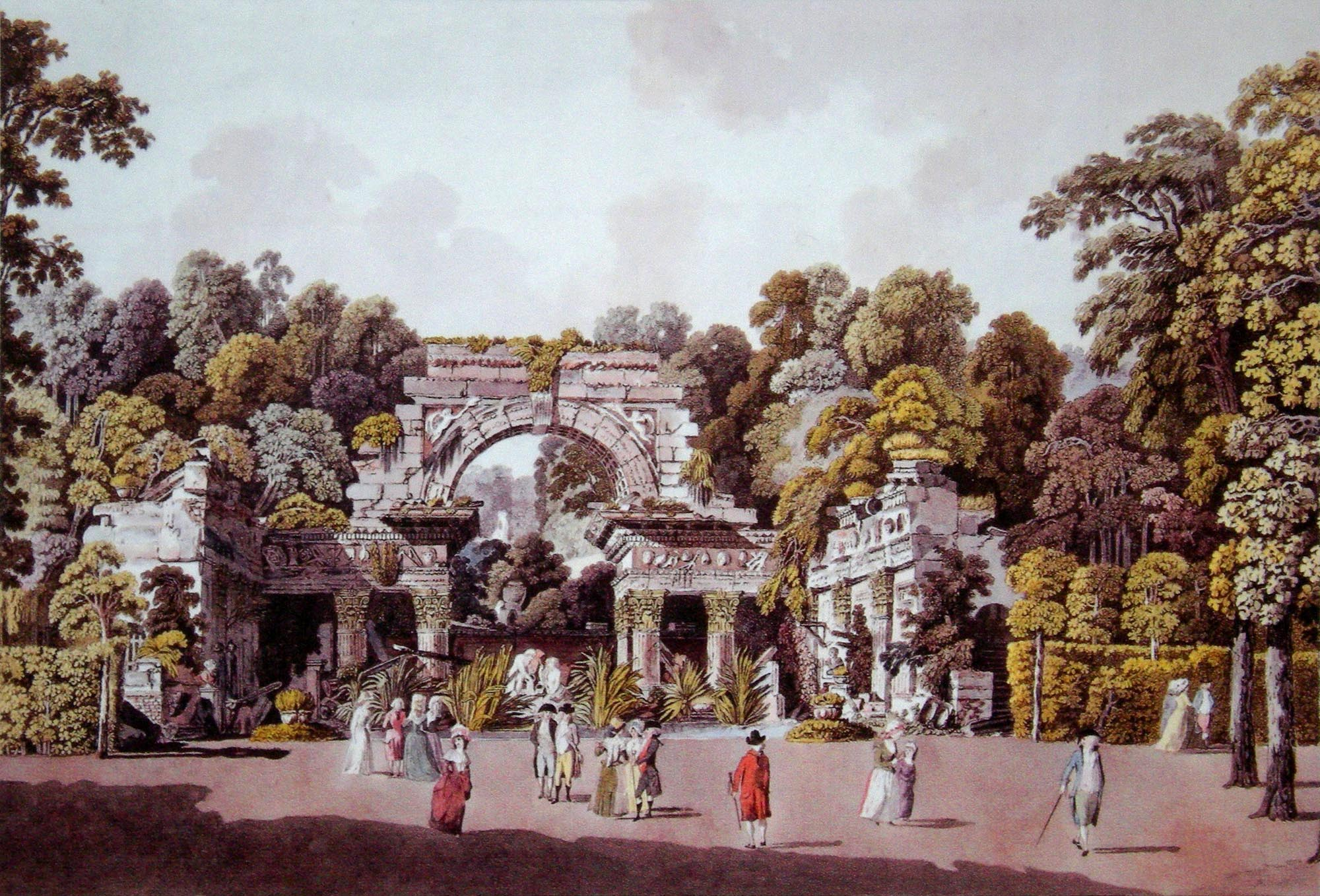
Römische Ruine im Schlossgarten Schönbrunn, Darstellung um 1780

Die „Differenz von moralischer Intention und ästhetischer Wirkung“ traditioneller Vanitasmotive, wie es Giacomo Leopardi zu Beginn des 19. Jahrhunderts hervorhebt, wird unüberbrückbar, weil die reizvolle Darstellung mittlerweile über das abschreckende Dargestellte triumphiert. Das Erhabene scheint menschliche Ohnmacht im Gegenteil zur Macht über das Schreckliche zu machen. Der Scheinfriedhof etwa ersetzt die Wirklichkeit des Todes durch seinen erhabenen Schein. Die Römische Ruine (1778) beim Wiener Schloss Schönbrunn, inspiriert von Giovanni Battista Piranesi, kann gleichermaßen als Vanitas-Darstellung wie als Wegbereitung einer frühromantischen Kunstauffassung gelesen werden. Blaise Pascal hielt es noch für ein menschliches Versagen (vanité), dass man auf einem Gemälde bewundern könne, was man im Original nicht bewundert; Edmund Burke erklärt 1759 gerade dies zu einer Qualität des Bildes, weil es den Geschmack (taste) aller Betrachter mobilisiere.
Die eitle Schönheit mit dem Fuß auf einem Totenschädel in den Darstellungen des 16./17. Jahrhunderts sollte noch einen vorübergehenden, lächerlichen Triumph (Hybris) bloßstellen. Darstellungen eines Scheiterns zum Zweck des Triumphs eines Übermenschen erreichten ihren Höhepunkt im Fin de Siècle. Selbst das Göttliche erscheint machbar und überwindbar in Richard Wagners Götterdämmerung (1876) oder Friedrich Nietzsches Also sprach Zarathustra (1883). Auch in seiner Oper Parsifal (1882) lässt Wagner die Musik über den Tod triumphieren, indem er Titurel im Grabe leben und singen lässt: „Im Grabe leb’ ich durch des Heilands Huld“.
Die mitfühlende Unterordnung der Darstellung unter das Dargestellte wird zum Sieg über dessen Untergang. Theodor Adorno sprach in der Zeit des Nationalsozialismus mit Bezug auf Wagner von einer „Erhebung des Nichts zum Etwas“.

### Populärkultur

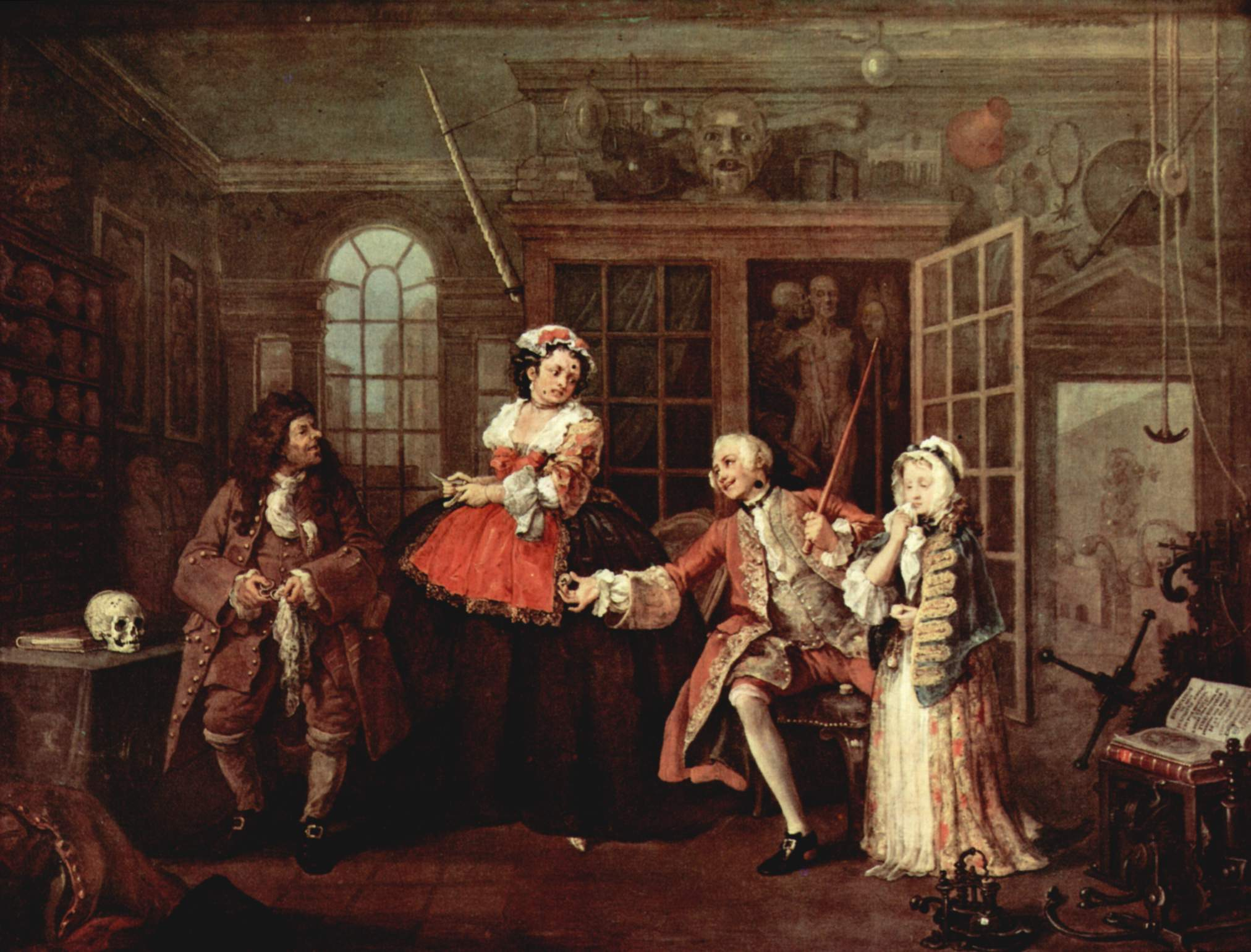
Besuch beim Quacksalber von William Hogarth (ca. 1743): Attribute der Bildung werden in der Satire zu Vanitas-Attributen

Die Botschaft, dass Kunst nicht ernst genommen werden könne (als gewaltsamer und aussichtsloser Versuch, Leben festzuhalten oder zu erzeugen), entspricht dem älteren Vanitas-Prinzip, gegen das sich eine Hochkultur seit dem 18. Jahrhundert auflehnt. Daher begründen fortbestehende ältere Vanitas-Traditionen im 19. Jahrhundert eine gering geschätzte Populärkultur. Angeregt wurde dies unter anderem durch die romantische Aufwertung des Mittelalterlichen und des Irrationalen seit etwa 1800. Die Parallelsetzung von Künstler und Verbrecher (obwohl häufig thematisiert wie in E. T. A. Hoffmanns Novelle Das Fräulein von Scuderi, 1821) wird als etwas Triviales geächtet.
Vanitas-Überwindungsversuche blieben auch im 19. Jahrhundert fragil wie in Ferdinand Raimunds „Aschenlied“ oder „Hobellied“. In der Wiener Volkskomödie folgte mit den bissigen Satiren Johann Nestroys („Kometenlied“) die neuerliche Bestätigung der Vanitas als Abgrenzung gegenüber einer etablierten Hochkultur.

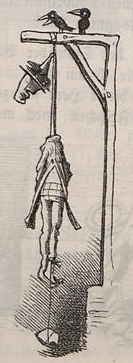
Humoristische Bewältigung von Gewalt: Trauriges Resultat einer vernachlässigten Erziehung (1860) von Wilhelm Busch

Auch die Vanitas-Symbolik selbst wird oft nicht mehr ernst genommen, was als Befreiung von kirchlicher und weltlicher Bevormundung verstanden wird. Eine Entwicklung „von der Sündhaftigkeit zur Lächerlichkeit der Vanitas“, die seit Shakespeare festzustellen ist, erreicht damit einen Höhepunkt. Melancholie wird offener als Vorwand für Selbstgefälligkeiten verwendet und ist auch leichter als solcher zu entlarven. Der Weltschmerz dient zur Unterhaltung. Männerchöre besingen mit tränenreichen Liedern die Vergänglichkeit (’s Mailüfterl, Loreley). Robert Schumanns Stück „im Volkston“ Vanitas, vanitatum (1849) für Cello soll „mit Humor“ vorgetragen werden, obwohl oder gerade weil das Cello sich nicht verbal ausdrücken kann. Die Moritat rechtfertigt die Darstellung von Verbrechen, indem sie vor diesen Verbrechen warnt – auch wenn dies bloß noch Konvention ist und mit überlegenem Humor geschieht (Sabinchen war ein Frauenzimmer, 1849, Trauriges Resultat einer vernachlässigten Erziehung, 1860). Kriminalliteratur zelebriert neben der Warnung auch die Aufdeckung des Verbrechens. In Horrorliteratur und -illustrationen oder dem Schauerroman wird der religiöse Hintergrund der Vanitasmotive vollends zum Klischee. Das lebendig gewordene Standbild, das Don Juan zur Hölle schickt, erzeugt bloß noch ein wohliges Grauen.
Die Tradition der Mise en abyme wird unabhängig von ihrem ursprünglichen Zweck als illusionierende Technik verwendet: Eigenschaften der Darstellung werden dabei zu Eigenschaften eines Dargestellten gemacht. Das Stumme und Leblose der Schrift und des Bildes werden zum Stummen und Leblosen dargestellter Figuren, die ein Leser oder Betrachter nach Belieben mit rührendem oder unheimlichem Leben erfüllt, je nachdem, ob diese Belebung erwünscht ist oder einen Verlust der Beherrschung anzeigen soll.
Wiederholtes Vorlesen wird zu einem pädagogischen Mittel in der expandierenden Kinderliteratur. Der standhafte Zinnsoldat im gleichnamigen Märchen (1838) von Hans Christian Andersen, der nur in der Imagination lebendig werden kann, ist keine unheimliche, sondern eine rührende Erscheinung, und der trotzige Wunsch, ihn lebendig zu machen, befördert das Lebendigwerden des Textes, der ihn enthält. Das Leblose im Leblosen der älteren Vanitas-Motivik darf hier vorübergehend zum Lebendigen im Lebendigen werden.

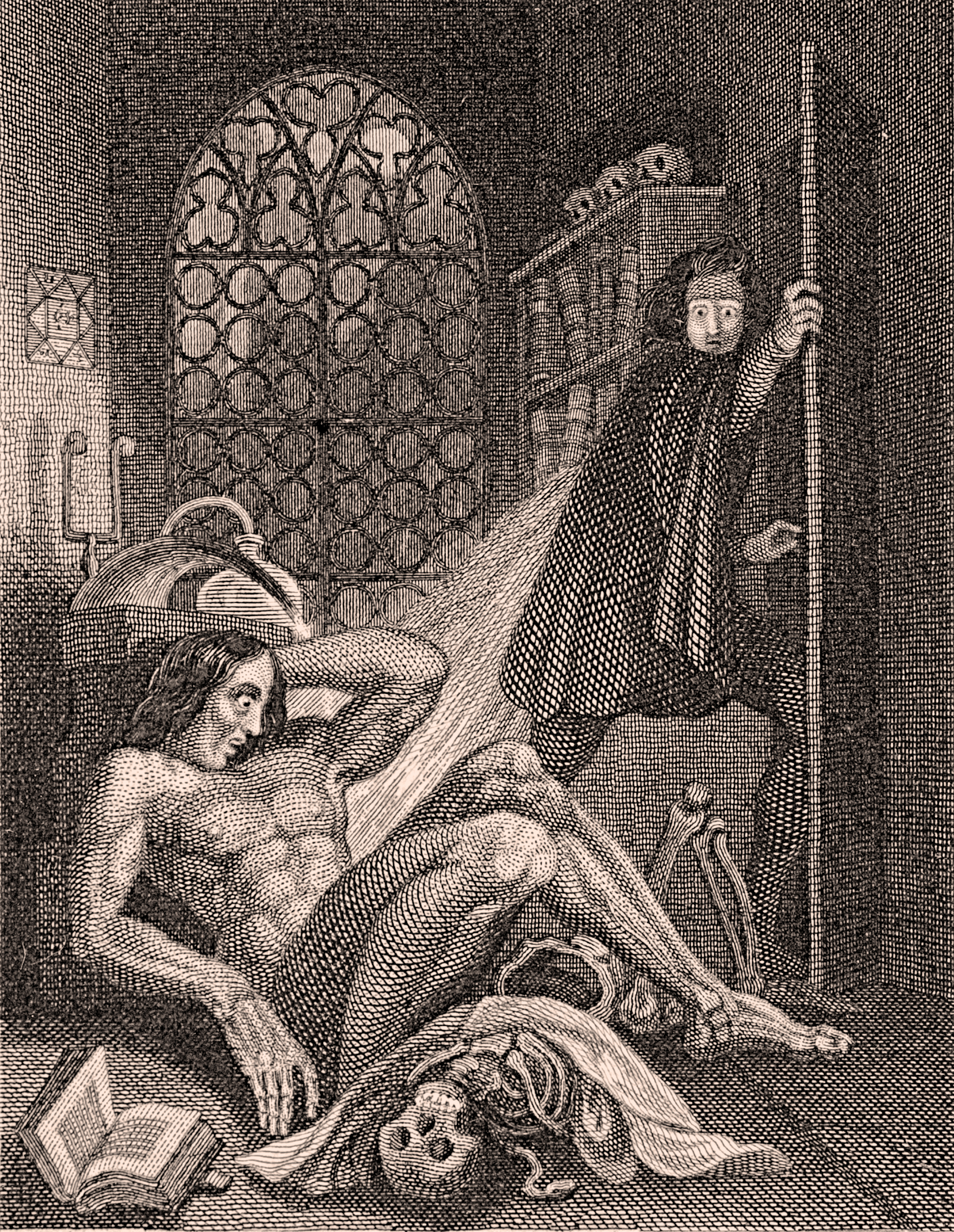
Theodor von Holst: Illustration (1831) des Frankenstein-Romans

Stets werden Vanitas-Motive noch kritisch oder satirisch auf aktuelle Versuche bezogen, die Vanitas zu überwinden. Seit Mary Shelleys Victor Frankenstein oder der moderne Prometheus (1818) wird die Belebung des Toten als etwas Menschenmögliches, aber Bedrohliches dargestellt. Edgar Allan Poes Ballade The Conqueror Worm (1843) bezieht sich ausdrücklich auf barocke Vanitasmotive, ebenso Charles Baudelaires Gedichtsammlung Les Fleurs du Mal (1857–1868), die eine ‚moderne‘ Ästhetik des Hässlichen begründete. Die vielleicht populärste Oper des 19. Jahrhunderts, die im barocken Sinn vor Verblendung warnt, Giacomo Meyerbeers Le Prophète (1849), wird aus dem kulturellen Gedächtnis getilgt.

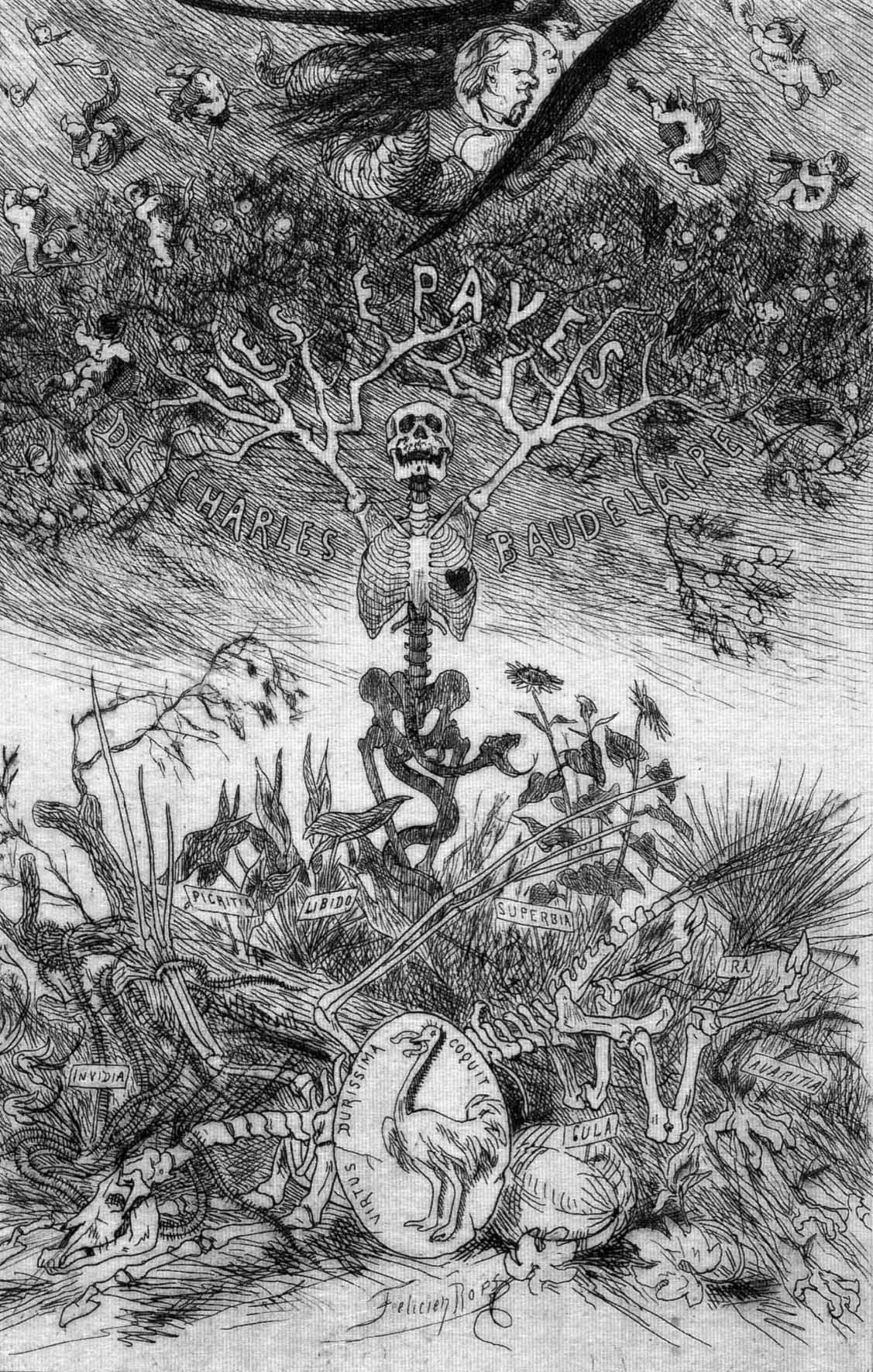
Baudelaire-Illustration (1866) von Félicien Rops

Höher geachtet wurde (und wird) die Fortführung der satirischen Tradition wie bei William Thackerays Vanity Fair (1848). Vanitasmotive werden zu einer wesentlichen Eigenschaft von Karikaturen wie denjenigen von William Hogarth, Thomas Rowlandson, Honoré Daumier oder Félicien Rops. Die Allegorie bleibt als Stilmittel bestehen, aber bekommt etwas Naives oder Sarkastisches.
Melodramatische Musik wird im Unterhaltungstheater zum Symbol der ‚Poetisierung‘ eines Unbelebten, bis hin zur Filmmusik des 20. Jahrhunderts. Sie unterstützt die Imagination der Zuschauer, also ihre Vorstellung, dass das Dargestellte nicht stumm und leblos sei. Die musikalisch geschürte Angst vor der Belebung des Toten wird im Horrorfilm gepflegt, die komische Rührung über seine Belebung wird im Animationsfilm kultiviert (siehe Mickey-Mousing).
Vor allem Bösewichte, vom Vice der Renaissance bis zum Joker aus der Comic-Serie Batman, die der Welt ihre Schlechtigkeit und Vergänglichkeit vorhalten und damit ihre eigene Darstellung rechtfertigen, sind mit Vanitas-Attributen ausgestattet. Für das Drehbuch des Films Münchhausen (1943) lavierte Erich Kästner, der diese Arbeit nur mit nationalsozialistischer Sondergenehmigung durchführen durfte, zwischen einer Darstellung seiner Hauptfigur als Held oder Narr.

## Vanitas seit dem 20. Jahrhundert
Die Décadence um etwa 1900 wandte sich mit einer Erneuerung von Vanitas-Motiven gegen einen bürgerlichen Denkmalskult oder gegen den Naturalismus in Literatur und Kunst. Edvard Munchs Bilderreihe Der Schrei (1892–1910) thematisiert etwa den fehlenden Klang des Bildes. Die „postromantische Kunst“ sollte kein beseeltes Spiegelbild ihrer Betrachter mehr sein, wie es sich Rousseau und Hegel vorgestellt hatten.

„Abstrakte“ Formen statt Inhalte: Schädelpyramide von Paul Cézanne

Vanitas und Vanitas-Überwindung blieben auch in der Kunst seit dem 20. Jahrhundert gegenwärtig: In den Stillleben von Georges Braque oder Pablo Picasso lösen sich die Gegenstände nicht durch ihre Vergänglichkeit auf, sondern durch die Abstraktion des Künstlers, die das Kunstwerk vom unerfüllbaren Anspruch der Nachahmung befreit – schon ohne Verfremdung vorweggenommen in Paul Cézannes Schädelpyramide. Andy Warhol kritisierte andererseits mit der Darstellung nichtiger Dinge den Wertanspruch von Kunst (was diese Werke zu den teuersten der modernen Kunst gemacht hat). Der Künstler Damien Hirst erzielt mit präparierten Kadavern Höchstpreise.
1950 ereignete sich eine heftige Kontroverse zwischen dem Germanisten Emil Staiger und dem Philosophen Martin Heidegger darüber, ob die Lampe im Dinggedicht Auf eine Lampe von Eduard Mörike nur scheinbar leuchte. Heidegger versuchte, die „Wahrheit“ des Kunstwerks gegenüber der Technik zu betonen, die er als „Gestell“ mit einem „Knochengerippe“ verglich.
Eine moderne Variante der Vanitas-Überwindung äußert sich in der Betonung der Begriffe Präsenz und Ereignis in einer geisteswissenschaftlichen Strömung seit dem Ende des 20. Jahrhunderts, die nicht das Flüchtige des Moments ins Zentrum rückt, sondern die Feststellung, dass die „Präsenz“ gegenüber der Absenz eines Dargestellten aufgewertet werde.

### Verlässlichkeit des Scheins
Die gewandelte Qualität der Vanitas-Motive lässt sich folgendermaßen erklären: Einerseits fällt die tröstende religiöse Heilsgewissheit für eine große Zahl der Betrachter weg, andererseits wird das Fehlen des Dargestellten nicht mehr unbedingt als Problem empfunden (denn man hält seine Darstellung für gelungen). Bei einem im Museum ausgestellten Heiligenbild ist man nicht unglücklich darüber, dass der Heilige seine Autorität in dieser Institution nicht mehr entfaltet, weil es hier auf den Künstler und sein Können ankommt. Oder: Bei vielen Spielarten der Nostalgie ist man nicht unglücklich darüber, dass die harten Lebensumstände der herbeigesehnten alten Zeiten in Wirklichkeit vorbei sind. Die „Darstellung des Gelingens“ einer guten alten Zeit und der überlegene „Triumph über das Scheitern“ dieser Zeit sind hier auf paradoxe Weise verbunden. – Nur beim Lesen oder Betrachten, das in der Macht des Lesers oder Betrachters liegt, wird das Gelesene lebendig, und dies wird zunehmend als Vorteil der Rekonstruktion über das Rekonstruierte verstanden. Das Dargestellte scheitert mit seinen eigenen Machtansprüchen, während seine Belebung den Darstellern gelingt.

His Master’s Voice von Francis Barraud, 1898

Francis Barrauds Bild des Hundes Nipper vor der „Stimme seines Herrn“ aus dem Grammophontrichter ist in formaler Hinsicht eine Vanitas-Darstellung, aber sie ist positiv gemeint: ‚Es ist zwar nur Schein, aber es funktioniert.‘ Nicht mehr die Verzweiflung vor dem Leblosen, sondern die Treue des Hunds (die der Klangtreue des Apparats entspricht) wird hervorgehoben. Der Medienwissenschaftler Friedrich A. Kittler kommentierte dies mit: „Wunder werden üblich.“ Ein Wille zur Überwindung der Vanitas zeigt sich ebenfalls in optimistischen Konzeptionen der Künstlichen Intelligenz seit dem 20. Jahrhundert. Auch hier kann die ‚treue‘ Abhängigkeit der Maschinen (als ein willkommener Ersatz für unwillige und widerborstige menschliche Arbeitskräfte) die Illusion ihres Lebendigwerdens befördern. Werkästhetik und Warenästhetik zelebrieren gleichermaßen eine Verlebendigung des Produkts, wie es Thomas Mann mit Hans Castorps zur Partnerin stilisierter und doch todbringender Zigarre in Der Zauberberg (1924) schildert.

All is Vanity von Charles Allan Gilbert, 1892

Die Verlässlichkeit einer künstlichen Welt stellt sich über die realen Ungewissheiten, weil deren Absenz erwünscht ist: Die Spur des Verbrechers ist in der Welt des Kriminalromans kein Schein, sondern Wirklichkeit, aber eine harmlose Wirklichkeit, weil sie verspricht, ihn aus der geschützten Beobachterperspektive heraus durch die Anwendung von Verfahren dingfest zu machen. Beherrschung oder Kontrolle sind moderne Versprechungen, die für die frühneuzeitlichen Menschen noch nicht galten. Noch deutlicher wird die Verbindung von Fiktion und schützender Distanz bei Horror-Motiven: In dem berühmten Vexierbild All is Vanity (1892) von Charles Allan Gilbert ist nur der Schein unheimlich, hinter dem sich eine beruhigende, banale Wirklichkeit verbirgt. Dass das Monster im Horrorfilm nicht wirklich aus dem Grab steigt, ist als beruhigende Gewissheit die Voraussetzung für den Genuss seiner Darstellungen. Die vierte Wand, die den Zuschauer vor Übergriffen schützt, bleibt bestehen. Beim Blick hinter die Kulissen bestätigt sich die Unwirklichkeit des Dargestellten, und an die Stelle der Wirklichkeit tritt das Know-how oder Making-of. Die ungerührte Beherrschbarkeit des Objekts, sei es ein Buch, ein Bild oder ein Apparat, wird seinen Benutzern mit fiktionalen Stoffen wie dem Serientäter, dem Wiedergänger oder der gnadenlosen Rache attraktiv gemacht. Von der populären Vanitas zum Horrorfilm gibt es eine kontinuierliche Tradition. Das im 19. Jahrhundert oft zu Allerseelen aufgeführte Schauerdrama Der Müller und sein Kind (1830) von Ernst Raupach wurde unter gleichem Namen 1911 zu einem der ersten Horrorfilme. – Halloween ist ein spielerischer, vom Religiösen weitgehend getrennter Umgang mit Vanitas-Attributen.

### Katastrophenszenario

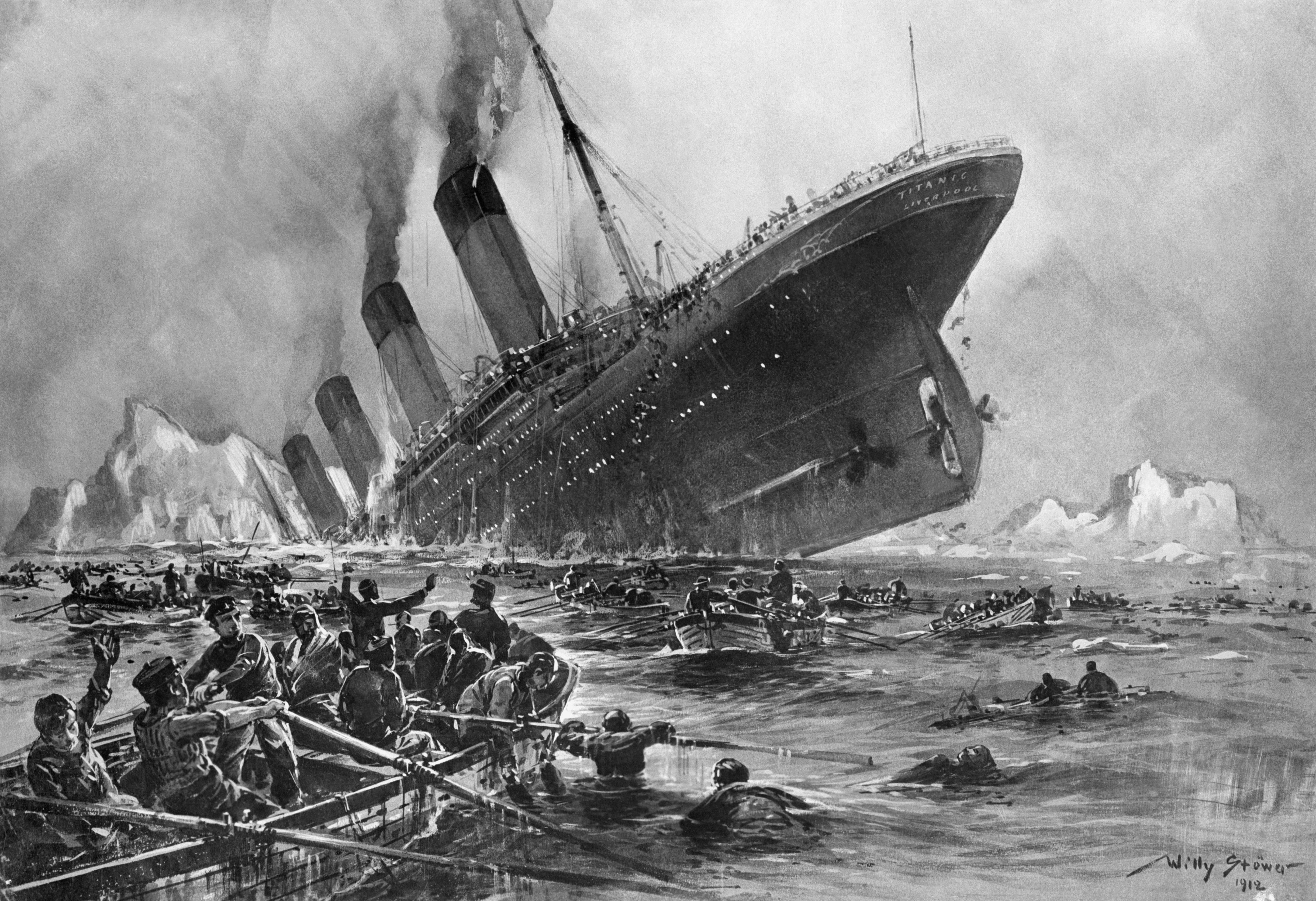
Untergang der Titanic (1912) von Willy Stöwer

Den „Triumph über das Scheitern“ führt das populäre Katastrophenszenario fort, wie etwa die zahlreichen Darstellungen des Untergangs der Titanic. Dem Scheitern des Dargestellten (das Schiff ist untergegangen) wird das Gelingen seiner Darstellung (das Bild oder der Film haben es prächtig realisiert) gegenübergestellt, was die Katastrophe zu beheben scheint.
Der Ernst einer Vanitas-Symbolik ist in vielen Fällen umstritten. Als Klischee bleibt das Motiv des Kontrollverlusts als Strafe für menschliche Überheblichkeit bestehen, wogegen auf der Ebene der Darstellung die Kontrolle triumphiert. Dies entspricht der traditionellen moralischen Rechtfertigung für darstellerisches Können und dessen Erfolg. Eher der Schaulust dienen Katastrophenfilme von Sodom und Gomorrha (1922) bis Terminator (1984). Die faszinierte Frage: ‚Wie ist es gemacht?‘ lenkt von ihrer Thematik ab. Die Bilder der Terroranschläge am 11. September 2001 ließen die Vorstellung der beherrschten Katastrophe zeitweise in eine mittelalterliche Vanitas-Symbolik umschlagen. Die Identität beim Blick auf die zahlreichen Reklamedarstellungen der eingestürzten Bauwerke wich einem Bewusstsein anonymer Gefährdung. Die Illusion der Kontrolle hat Samuel Weber als Disziplinierungsmethode beschrieben: „Bleibt man Zuschauer, bleibt man brav dort, wo man ist, vor dem Fernsehgerät, so werden die Katastrophen immer draußen bleiben, immer ‚Objekt‘ für ein ‚Subjekt‘ sein – dies ist das implizite Versprechen des Mediums.“
In der Horror-Tradition der Vanitas-Motive steht auch der Erfolgsroman Das Parfum (1985) von Patrick Süskind, dessen Held Parfüm aus ermordeten Frauen extrahiert: Das Buch kann den Geruch des Parfüms so wenig wiedergeben, wie das Parfüm das entschwundene Leben der Frauen konservieren kann. Aber beides ist eine Herausforderung an die Vorstellungskraft der Lesenden oder Riechenden, die sich mit keinem lebendigen Gegenüber abgeben müssen, um bei einer Idealvorstellung bleiben zu können, der keine Realität entsprechen muss.
Vor seinem biographischen Hintergrund einer Begegnung zwischen Hinduismus und Christentum und mit den Stilmitteln des Horrorfilms hat der Regisseur M. Night Shyamalan das Thema im Film The Sixth Sense (1999) gestaltet: Ein kleiner Junge lernt dort, dass ihm die Vergangenheit etwas sagen kann.
Die Fotografin Bettina Rheims aktualisierte den mahnenden Gegensatz zwischen lockender Sinnlichkeit und Leblosigkeit der Abbildung mit ihrem Projekt I.N.R.I. (Berlin 1999). Als Triumph der Mode über religiöse Bilder gedeutet, bekam dieses Anliegen etwas Provokatives. Der Regisseur Christoph Schlingensief brachte in seiner Parsifal-Inszenierung von 2004 im Bayreuther Festspielhaus mit der Projektion eines verwesenden Hasen ein traditionelles Vanitas-Symbol mit Richard Wagner in Beziehung.

## Ausstellungen
- 1990: Les vanités dans la peinture au XVIIe siècle, Musée des Beaux-Arts de Caen
- 1997: Objects of Desire. The Modern Still-Life, Museum of Modern Art, New York
- 2000: Vanitas. Meditations on Life and Death in Contemporary Art, Virginia Museum of Fine Arts, Richmond
- 2002: Vanités contemporaines, Musée d’Art Roger-Quilliot, Clermont-Ferrand
- 2010: C’est la vie. Vanités de Pompéi à Damien Hirst, Musée Maillol, Paris
- 2013: Vanitas – Tod im Buch, Deutsche Nationalbibliothek, Leipzig
- 2014: Vanitas – Ewig ist eh nichts, Georg Kolbe Museum, Berlin
- 2019: Vanitas Contemporary, Zentrum für Gegenwartskunst, Glaspalast Augsburg